# Grönländische Sprache
Grönländisch (auch Kalaallisut [kaˈlaːɬːisut]) ist die alleinige Amtssprache in Grönland, einem autonomen Bestandteil des Königreichs Dänemark. Die Sprache wird von etwa 50.000 bis 60.000 Menschen in Grönland und Dänemark gesprochen.
Grönländisch gehört zu den Inuitsprachen und ist die östlichste und auch die meistgesprochene Sprache der im Westen bis nach Sibirien reichenden eskimo-aleutischen Sprachfamilie. Das markanteste Merkmal, das das Grönländische von den anderen eskimo-aleutischen Sprachen unterscheidet, ist die vollständige Assimilation sämtlicher Konsonantencluster. Grönländisch zeichnet sich wie alle Sprachen dieser Sprachfamilie durch seinen stark polysynthetischen Aufbau aus, der sehr lange Wörter bis hin zu Einwortsätzen ermöglicht, sowie dadurch, eine Ergativsprache zu sein. Grönländisch verfügt über acht teils sehr verschiedene Dialekte, die in drei Hauptdialekte gegliedert werden. Die Standardsprache des Grönländischen gründet auf dem Dialekt, der in der Hauptstadt Nuuk gesprochen wird.
Die Lehre und Forschung der grönländischen Sprache ist Teil der Eskimologie.
Von der grönländischen Sprache zu unterscheiden ist das Grönlandnordische der mittelalterlichen skandinavischen Siedler im arktischen Raum (Grænlendingar), eine ausgestorbene nordgermanische Sprache.

## Sprachbezeichnungen
Die grönländische Sprache ist unter zahlreichen Bezeichnungen bekannt. Gemeint ist dabei genau die Sprache, die in Grönland gesprochen wird. Häufig wird Inuktitut als Oberbegriff für die Inuitsprachen verwendet, obwohl diese Bezeichnung eigentlich nur auf die in Ostkanada gesprochene Sprache zutrifft. Vor allem im englischsprachigen Raum werden häufig fälschlicherweise die Begriffe (grönländisches) Eskimo und (grönländisches) Inuit verwendet, obwohl Eskimo und Inuit lediglich ethnische Bezeichnungen sind.
Die grönländische Eigenbezeichnung Kalaallisut ist der Äquativ (Vergleichsform) des Worts kalaaleq und bedeutet somit wörtlich „wie ein Grönländer“. Man geht davon aus, dass die Eigenbezeichnung der Grönlander Kalaallit ein Lehnwort aus dem Grönlandnordischen ist und von skrælingar abstammt, der Bezeichnung der mittelalterlichen Grænlendingar für die Ureinwohner Nordamerikas und damit auch Grönlands.

## Verwandtschaft und Verbreitung
Grönländisch gehört zu den eskimo-aleutischen Sprachen und ist innerhalb der Eskimosprachen die östlichste der Inuitsprachen Nordamerikas. Anfang des 21. Jahrhunderts schätzte man, dass die eskimo-aleutischen Sprachen rund 90.000 Sprecher hatten, von denen die grönländischen Sprecher mehr als die Hälfte ausmachten. Die genaue Zahl an Sprechern ist unbekannt. In Grönland sprechen vermutlich rund 45.000 der etwa 55.000 Einwohner Grönländisch. Dazu kommt ein großer Teil der rund 15.000 nach Dänemark ausgewanderten Grönländer, sodass die Gesamtzahl an Sprechern zwischen 50.000 und 60.000 Personen liegen dürfte.
Es wurde bisher erfolglos versucht, eine Verwandtschaft des Grönländischen über das Eskimo-Aleutische mit Indianersprachen in Kanada und den Vereinigten Staaten, mit Ainu, paläosibirischen Sprachen, Turk- oder Altaisprachen oder sogar den indogermanischen Sprachen herzuleiten.

## Dialekte

### Gliederung

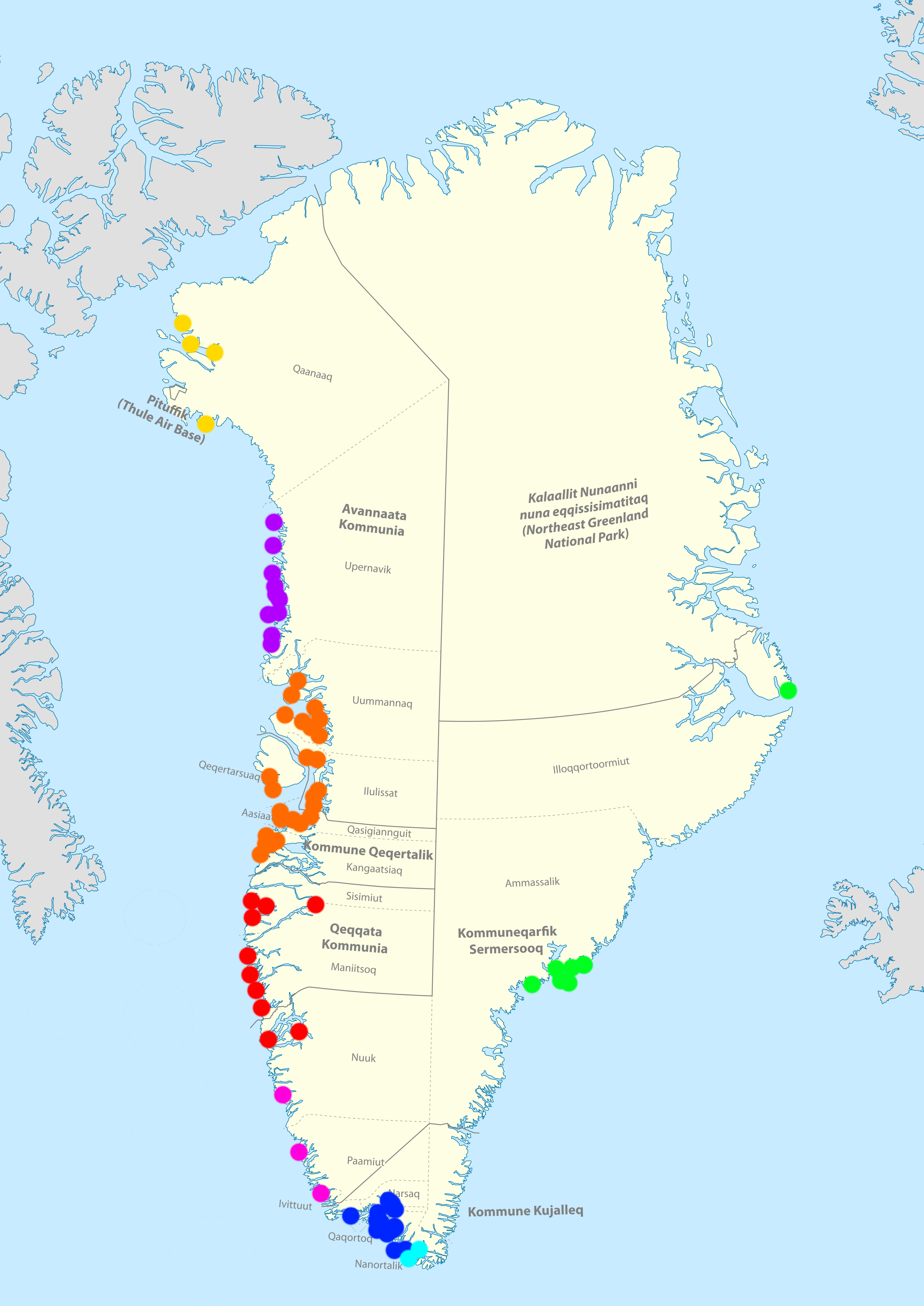
Inuktun
Upernavik-Dialekt
Kangaatsiaq-Uummannaq-Dialekt
Zentralwestgrönländisch (Kalaallisut)
Paamiut-Dialekt
Nanortalik-Narsaq-Qaqortoq-Dialekt
Kap-Farvel-Dialekt
Tunumiisut

Das Grönlandische wird in drei Hauptdialekte eingeteilt: Westgrönländisch (Kitaamiusut), Ostgrönländisch (Tunumiisut) und Inuktun (Avanersuarmiusut). Als Standardvarietät gilt der unter anderem in der Hauptstadt Nuuk gesprochene Unterdialekt des Westgrönländischen. Dieser ist vergleichsweise archaisch und diente unter anderem Samuel Kleinschmidt als Grundlage seiner 1851 erschienenen grönländischen Grammatik, die in den folgenden Jahrzehnten gemeinsam mit seinem Wörterbuch dafür sorgte, dass dieser Dialekt zum Standard wurde.
|                   |                   |                   |                   |                            |                            |                            |                            |                               |                               |                               |                               | Grönländisch (Kalaallisut)         |                                    |                                    |                                    |                                    |                                    |                 |                 |                              |                              |                              |                              |                                    |                                    |                                    |                                    |                                    |                                    |  |  |                    |                    |                    |                    |                    |                    |  |  |  |  |  |  |  |  |  |  |  |  |  |  |  |  |  |  |
|                   |                   |                   |                   |                            |                            |                            |                            |                               |                               |                               |                               |                                    |                                    |                                    |                                    |                                    |                                    |                 |                 |                              |                              |                              |                              |                                    |                                    |                                    |                                    |                                    |                                    |  |  |                    |                    |                    |                    |                    |                    |  |  |  |  |  |  |  |  |  |  |  |  |  |  |  |  |  |  |
|                   |                   |                   |                   |                            |                            |                            |                            |                               |                               |                               |                               |                                    |                                    |                                    |                                    |                                    |                                    |                 |                 |                              |                              |                              |                              |                                    |                                    |                                    |                                    |                                    |                                    |  |  |                    |                    |                    |                    |                    |                    |  |  |  |  |  |  |  |  |  |  |  |  |  |  |  |  |  |  |
|                   |                   |                   |                   | Inuktun (Nordgrönländisch) | Inuktun (Nordgrönländisch) | Inuktun (Nordgrönländisch) | Inuktun (Nordgrönländisch) | Inuktun (Nordgrönländisch)    | Inuktun (Nordgrönländisch)    |                               |                               | Kitaamiusut (Westgrönländisch)     | Kitaamiusut (Westgrönländisch)     | Kitaamiusut (Westgrönländisch)     | Kitaamiusut (Westgrönländisch)     | Kitaamiusut (Westgrönländisch)     | Kitaamiusut (Westgrönländisch)     |                 |                 | Tunumiisut (Ostgrönländisch) | Tunumiisut (Ostgrönländisch) | Tunumiisut (Ostgrönländisch) | Tunumiisut (Ostgrönländisch) | Tunumiisut (Ostgrönländisch)       | Tunumiisut (Ostgrönländisch)       |                                    |                                    |                                    |                                    |  |  |                    |                    |                    |                    |                    |                    |  |  |  |  |  |  |  |  |  |  |  |  |  |  |  |  |  |  |
|                   |                   |                   |                   | Inuktun (Nordgrönländisch) | Inuktun (Nordgrönländisch) | Inuktun (Nordgrönländisch) | Inuktun (Nordgrönländisch) | Inuktun (Nordgrönländisch)    | Inuktun (Nordgrönländisch)    |                               |                               | Kitaamiusut (Westgrönländisch)     | Kitaamiusut (Westgrönländisch)     | Kitaamiusut (Westgrönländisch)     | Kitaamiusut (Westgrönländisch)     | Kitaamiusut (Westgrönländisch)     | Kitaamiusut (Westgrönländisch)     |                 |                 | Tunumiisut (Ostgrönländisch) | Tunumiisut (Ostgrönländisch) | Tunumiisut (Ostgrönländisch) | Tunumiisut (Ostgrönländisch) | Tunumiisut (Ostgrönländisch)       | Tunumiisut (Ostgrönländisch)       |                                    |                                    |                                    |                                    |  |  |                    |                    |                    |                    |                    |                    |  |  |  |  |  |  |  |  |  |  |  |  |  |  |  |  |  |  |
|                   |                   |                   |                   |                            |                            |                            |                            |                               |                               |                               |                               |                                    |                                    |                                    |                                    |                                    |                                    |                 |                 |                              |                              |                              |                              |                                    |                                    |                                    |                                    |                                    |                                    |  |  |                    |                    |                    |                    |                    |                    |  |  |  |  |  |  |  |  |  |  |  |  |  |  |  |  |  |  |
|                   |                   |                   |                   | Nordwestgrönländisch       | Nordwestgrönländisch       | Nordwestgrönländisch       | Nordwestgrönländisch       | Nordwestgrönländisch          | Nordwestgrönländisch          |                               |                               | Zentralwestgrönländisch (Standard) | Zentralwestgrönländisch (Standard) | Zentralwestgrönländisch (Standard) | Zentralwestgrönländisch (Standard) | Zentralwestgrönländisch (Standard) | Zentralwestgrönländisch (Standard) |                 |                 | Südgrönländisch              | Südgrönländisch              | Südgrönländisch              | Südgrönländisch              | Südgrönländisch                    | Südgrönländisch                    |                                    |                                    |                                    |                                    |  |  |                    |                    |                    |                    |                    |                    |  |  |  |  |  |  |  |  |  |  |  |  |  |  |  |  |  |  |
|                   |                   |                   |                   | Nordwestgrönländisch       | Nordwestgrönländisch       | Nordwestgrönländisch       | Nordwestgrönländisch       | Nordwestgrönländisch          | Nordwestgrönländisch          |                               |                               | Zentralwestgrönländisch (Standard) | Zentralwestgrönländisch (Standard) | Zentralwestgrönländisch (Standard) | Zentralwestgrönländisch (Standard) | Zentralwestgrönländisch (Standard) | Zentralwestgrönländisch (Standard) |                 |                 | Südgrönländisch              | Südgrönländisch              | Südgrönländisch              | Südgrönländisch              | Südgrönländisch                    | Südgrönländisch                    |                                    |                                    |                                    |                                    |  |  |                    |                    |                    |                    |                    |                    |  |  |  |  |  |  |  |  |  |  |  |  |  |  |  |  |  |  |
|                   |                   |                   |                   |                            |                            |                            |                            |                               |                               |                               |                               |                                    |                                    |                                    |                                    |                                    |                                    |                 |                 |                              |                              |                              |                              |                                    |                                    |                                    |                                    |                                    |                                    |  |  |                    |                    |                    |                    |                    |                    |  |  |  |  |  |  |  |  |  |  |  |  |  |  |  |  |  |  |
| Upernavik-Dialekt | Upernavik-Dialekt | Upernavik-Dialekt | Upernavik-Dialekt | Upernavik-Dialekt          | Upernavik-Dialekt          |                            |                            | Kangaatsiaq-Uummannaq-Dialekt | Kangaatsiaq-Uummannaq-Dialekt | Kangaatsiaq-Uummannaq-Dialekt | Kangaatsiaq-Uummannaq-Dialekt | Kangaatsiaq-Uummannaq-Dialekt      | Kangaatsiaq-Uummannaq-Dialekt      |                                    |                                    | Paamiut-Dialekt                    | Paamiut-Dialekt                    | Paamiut-Dialekt | Paamiut-Dialekt | Paamiut-Dialekt              | Paamiut-Dialekt              |                              |                              | Nanortalik-Narsaq-Qaqortoq-Dialekt | Nanortalik-Narsaq-Qaqortoq-Dialekt | Nanortalik-Narsaq-Qaqortoq-Dialekt | Nanortalik-Narsaq-Qaqortoq-Dialekt | Nanortalik-Narsaq-Qaqortoq-Dialekt | Nanortalik-Narsaq-Qaqortoq-Dialekt |  |  | Kap-Farvel-Dialekt | Kap-Farvel-Dialekt | Kap-Farvel-Dialekt | Kap-Farvel-Dialekt | Kap-Farvel-Dialekt | Kap-Farvel-Dialekt |  |  |  |  |  |  |  |  |  |  |  |  |  |  |  |  |  |  |

Das Nordgrönländische ähnelt mehr dem in Ostkanada gesprochenen Inuktitut als der Standardvarietät. Das Ostgrönländische weist ebenfalls starke Abweichungen auf. Das Westgrönländische gliedert sich neben dem als Standard fungierenden Zentralwestgrönländischen in Nordwestgrönländisch und Südgrönländisch. Das Nordwestgrönländische kann wiederum in zwei Unterdialekte gegliedert werden. Der nördliche Teil, der Upernavik-Dialekt, wird im Distrikt Upernavik gesprochen und hat deutliche Einflüsse aus dem Ostgrönländischen. Der südliche Teil, der Kangaatsiaq-Uummannaq-Dialekt, wird in der gesamten Diskobucht und im Distrikt Uummannaq gesprochen. Das Zentralwestgrönländische wird außer in Nuuk auch im Distrikt Sisimiut und im Distrikt Maniitsoq gesprochen. Das Südgrönländische ist ebenfalls vom Ostgrönländischen beeinflusst und lässt sich in drei Unterdialekte aufteilen. Der nördlichste Unterdialekt, der Paamiut-Dialekt, wird von Qeqertarsuatsiaat im Norden bis nach Arsuk im Süden gesprochen. Der größte Unterdialekt wird mit einer kleinen Ausnahme in der gesamten Kommune Kujalleq gesprochen, die aus den Distrikten Qaqortoq, Narsaq und Nanortalik besteht, weshalb er Nanortalik-Narsaq-Qaqortoq-Dialekt genannt wird. Lediglich in den südlichsten beiden Dörfern Grönlands wird der Kap-Farvel-Dialekt gesprochen, der die größten Gemeinsamkeiten mit dem Ostgrönländischen aufweist. Geübte Hörer sollen sogar Sprecher nach ihrem Herkunftsort unterscheiden können, was eine noch viel genauere Unterteilung in „Dorfdialekte“ voraussetzen würde.
Mangels genauer Angaben für die Sprecher der einzelnen Dialekte sind zur Einordnung die Einwohnerzahlen der jeweiligen Gebiete angegeben:
| Dialekt                            | Gebiet                                                                            | ungefähre Einwohnerzahl (2023) |
| ---------------------------------- | --------------------------------------------------------------------------------- | ------------------------------ |
| Inuktun                            | Distrikt Qaanaaq                                                                  | 750                            |
| Upernavik-Dialekt                  | Distrikt Upernavik                                                                | 2.700                          |
| Kangaatsiaq-Uummannaq-Dialekt      | Distrikte Uummannaq, Qeqertarsuaq, Ilulissat, Qasigiannguit, Aasiaat, Kangaatsiaq | 13.500                         |
| Zentralwestgrönländisch            | Distrikte Sisimiut, Maniitsoq, Nuuk (teilweise)                                   | 28.800                         |
| Paamiut-Dialekt                    | Distrikte Nuuk (teilweise), Paamiut                                               | 1.400                          |
| Nanortalik-Narsaq-Qaqortoq-Dialekt | Distrikte Qaqortoq, Narsaq, Nanortalik (teilweise)                                | 6.100                          |
| Kap-Farvel-Dialekt                 | Distrikt Nanortalik (teilweise)                                                   | 150                            |
| Tunumiisut                         | Distrikte Ammassalik, Ittoqqortoormiit                                            | 3.100                          |

### Isoglossen
Die wichtigste Isoglosse der grönländischen Dialekte ist diejenige, welche die u-Dialekte von den i-Dialekten unterscheidet. In zahlreichen Positionen ist ein etymologisches /u/ in den i-Dialekten zu einem /i/ geworden. Ursprünglich war Westgrönländisch ein u-Dialekt, während Ostgrönländisch ein i-Dialekt war. Durch Völkerwanderungen und den damit verbundenen Sprachkontakt wurden die nördlichsten und südlichsten Dialekte des Westgrönländischen auch zu i-Dialekten. Inuktun hat als einziger Dialekt keine Vokal- und Konsonantenassimilation. Im Nordwestgrönländischen und im Südgrönländischen sind /t͡ːs/ und /tː/ vor /a/ und /u/ zusammengefallen. Das Ostgrönländische zeichnet sich durch die Nasalierung und Schwund stimmhafter Frikative, die Plosivierung stimmloser Frikative und die Frikativierung der Plosive aus. Diese Phänomene haben sich teils auch in die westgrönländischen Dialekte ausgebreitet.
Die folgende Tabelle zeigt die bedeutendsten unterscheidenden Eigenschaften der einzelnen Dialekte.
| Merkmal                                             | Inuktun | Upernavik- Dialekt | Kangaatsiaq- Uummannaq- Dialekt | Zentralwest- grönländisch | Paamiut- Dialekt | Nanortalik- Narsaq- Qaqortoq- Dialekt | Kap-Farvel- Dialekt | Tunumiisut |
| --------------------------------------------------- | ------- | ------------------ | ------------------------------- | ------------------------- | ---------------- | ------------------------------------- | ------------------- | ---------- |
| u-Dialekt                                           | +       | −                  | +                               | +                         | −                | −                                     | −                   | −          |
| Vokal- und Konsonantenassimilation                  | −       | +                  | +                               | +                         | +                | +                                     | +                   | +          |
| tsa/tsu-Dialekt                                     | +       | −                  | −                               | +                         | −                | −                                     | −                   | +          |
| zwei s-Qualitäten                                   | −       | −                  | +                               | +                         | +                | −                                     | −                   | −          |
| starke Konsonantenwechsel im Vergleich zum Standard | −       | −                  | −                               | −                         | −                | −                                     | +                   | +          |
| Geminatenkürzung nach Langvokal                     | −       | −                  | −                               | −                         | −                | +                                     | +                   | −          |

Vor allem die drei Hauptdialekte sind so unterschiedlich, dass ein gegenseitiges Verständnis von Kitaamiut, Tunumiit und Inughuit ohne Kenntnis der anderen Sprachen nur mit Mühe oder gar nicht möglich ist und wenn, dann lediglich in einem Grad, wie es auch auf die anderen Inuitsprachen zutrifft.
Die nichtwestlichen Dialekte des Grönländischen spielen in der Schriftlichkeit keine Rolle und werden lediglich gesprochen. Es existieren beispielsweise keine Schulbücher auf Nord- oder Ostgrönländisch.

## Geschichte
Die Frühgeschichte des Grönländischen mit der Entwicklung aus den Inuitsprachen und Dialektentstehung ist unbekannt. Da die Sprache vor dem 18. Jahrhundert nicht verschriftlicht wurde, sind keine eigenen Überlieferungen vorhanden. Die ersten Aufzeichnungen über die Sprache stammen von Grönländerinnen, die im 17. Jahrhundert auf ein dänisches Expeditionsschiff verschleppt worden waren.
Dennoch hat man einige Theorien über die Sprachsituation in der grönländischen Ur- und Frühgeschichte aufgestellt. Man geht davon aus, dass die Paläoeskimos noch ein Ur-Eskimo-Aleutisch sprachen. Mit der Einwanderung der Neoeskimos um das 13. Jahrhundert herum verschwanden bisherige Kulturen und damit auch deren Sprache. Die neue Bevölkerungsgruppe besiedelte innerhalb kürzester Zeit ganz Grönland, das zu dieser Zeit noch von den europäischen Grænlendingar bewohnt war. Dabei bewegte sich eine Bevölkerungswelle von Nordwesten aus über die Nordküste die Ostküste entlang und die andere die Westküste nach Süden. Durch die Trennung beider Gruppen entstanden die beiden Dialekte Ost- und Westgrönländisch. Nordöstlich von Kap Farvel trafen beide Gruppen etwa um 1400 wieder aufeinander, sodass sich dort heute die Dialektgrenze zieht. Im 17. und 18. Jahrhundert kam eine weitere Einwanderungswelle aus Kanada, von der die Inughuit abstammen, wodurch auch der nordgrönländische Dialekt entstand.

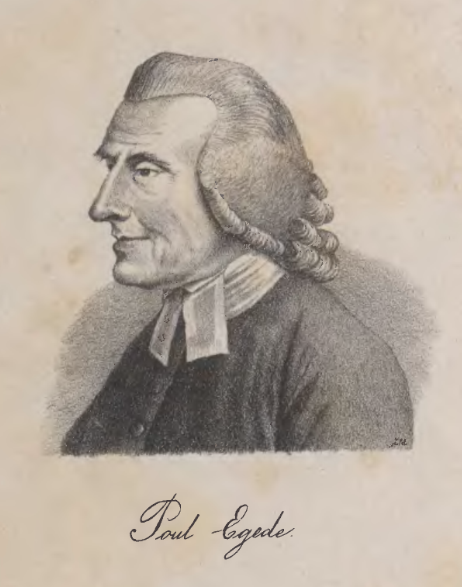
Poul Egede

1721 begann die Missionierung und Kolonialisierung Grönlands durch den norwegischen Pfarrer Hans Egede. Dieser legte großen Wert darauf, die Kalaallit in ihrer eigenen Sprache zum Christentum zu bekehren. Er erlernte daher selbst Grönländisch, ebenso wie seine Söhne, vor allem Poul Egede. Beide übersetzten Bibeltexte ins Grönländische, und Poul verfasste 1750 schließlich das erste Wörterbuch und 1760 auch eine Grammatik. Die Sprache wurde genutzt und war zu keinem Zeitpunkt gefährdet. Seit der Gründung von Grønlands Seminarium im Jahr 1845 fand der Unterricht dort auf Grönländisch statt. 1861 erschien erstmals mit der Atuagagdliutit eine Zeitung in Grönland, durch die grönländischer Lesestoff auch für eine breitere Bevölkerungsschicht zur Verfügung stand. 1851 hatte Samuel Kleinschmidt die erste offizielle Rechtschreibung festgelegt. Auch der Schulunterricht war ausschließlich grönländischsprachig, obwohl das Land seit Auflösung der norwegisch-dänischen Union im Jahr 1814 eine dänische Kolonie war und viele Dänen im Land verkehrten. 1914 erschien mit Singnagtugaĸ von Mathias Storch der erste grönländische Roman.

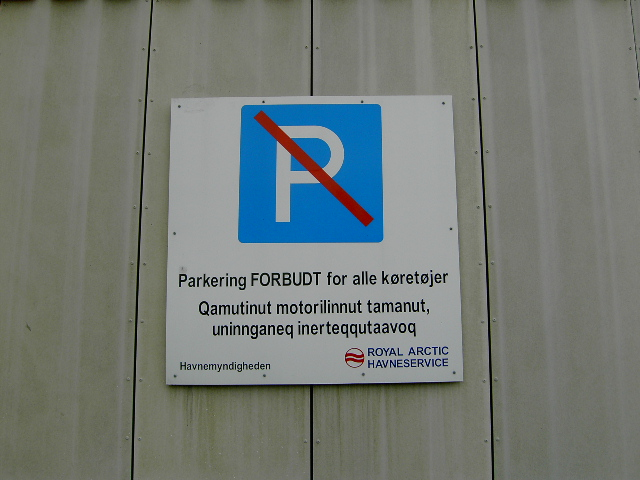
Parkverbotsschild auf Dänisch (oben) und Grönländisch (unten) in Sisimiut

1953 wurde Grönland dekolonisiert, aber im Gegenzug verstärkte sich die Danifizierung des Landes. Die Atuagagdliutit wurde zweisprachig und an den Schulen wurde dänischer Unterricht eingeführt. Da der dänische Unterricht bewusst qualitativ hochwertiger war als der grönländische, begannen Grönländer, ihre Kinder in dänische Schulklassen zu schicken. Da auch der öffentliche Alltag zunehmend dänisch geprägt wurde, verbesserten sich die Dänischkenntnisse der Grönländer und viele junge Leute begannen sich in Dänemark weiterzubilden. Bei ihrer Rückkehr nach Grönland hatten sich ihre Kenntnisse des Grönländischen häufig drastisch verschlechtert.
Mit Einführung der Hjemmestyre im Jahr 1979, durch die Grönland autonom wurde, begann man den Prozess umzukehren. Grönländisch wurde wieder zur Hauptsprache erklärt und gefördert. Heute ist Grönländisch einzige Amtssprache in Grönland, Dänisch erste und Englisch zweite Fremdsprache.

## Schrift und Alphabet

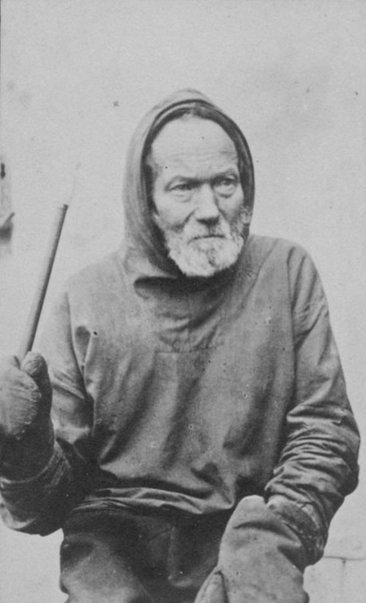
Samuel Kleinschmidt

Die grönländische Sprache wird seit Beginn der Verschriftlichung mit dem lateinischen Alphabet geschrieben und nicht in Silbenschrift wie beispielsweise Inuktitut, das ein eigenes Syllabar aus der kanadischen Silbenschrift nutzt. Nachdem die ersten Missionare noch recht willkürliche Rechtschreibkonventionen nutzten, standardisierte Samuel Kleinschmidt die grönländische Orthographie in seiner 1851 erschienenen Grammatik. Diese basierte teils auf dem damaligen Lautstand, gab aber auch gezielt die morphologische Struktur der Wörter wieder. Sie enthielt eine Vielzahl von Konsonantenclustern, Diakritika und den eigenen Buchstaben ĸ. Durch den Lautwandel in den folgenden Jahrzehnten wich die gesprochene Sprache immer stärker von der geschriebenen ab, bevor die Kleinschmidtsche Rechtschreibung 1973 im Zuge der grönländischen Rechtschreibreform durch die heute übliche ersetzt wurde. Das ĸ wurde hierbei durch q ersetzt, die Diakritika wurden durch Doppeltschreibungen von Vokalen und Konsonanten ersetzt und die Konsonantencluster wurden assimiliert, wenngleich die morphologischen Strukturen der Wörter dadurch schwieriger erkennbar wurden und Wörter, die gleich ausgesprochen, aber unterschiedlich geschrieben wurden, nun auch schriftlich zusammenfielen.
Das Grönländische hat 18 Buchstaben zur Darstellung von Erbwörtern. 10 weitere Buchstaben dienen der Schreibung dänischer Lehnwörter. Das H tritt auf grönländisch nur in Interjektionen auf.
| A | (B) | (C) | (D) | E | F | G | (H) | I | J | K | L | M | N | O | P | Q | R | S | T | U | V | (X) | (Y) | (Z) | (Æ) | (Ø) | (Å) |

## Phonologie

### Vokale

Westgrönländische Vokale

Im Grönländischen werden nur drei verschiedene phonemische Vokale angesetzt, die jedoch stark variieren können.
Der Vokal /a/ (geschrieben ⟨a⟩) kann je nach Kontext als [a], [æ] oder [ɛ] ausgesprochen werden, wobei ersteres die üblichste Variante ist. Der Vokal /i/ (geschrieben ⟨i⟩) wird meist als [i] realisiert, seltener als ⟨e⟩. Der Vokal /u/ (geschrieben ⟨u⟩) wird üblicherweise [u] ausgesprochen, kann aber auch als [ʉ] oder [o] realisiert werden.
Vor den Uvularen /ʁ/ und /q/ werden die drei Vokale in ihre allophonischen Varianten umgewandelt, die dann als uvularisierte Vokale bezeichnet werden. /a/ (geschrieben ⟨a⟩) wird dann als [ɑ] realisiert, /i/ (geschrieben ⟨e⟩) als [ɜ] und /u/ (geschrieben ⟨o⟩) als [ɔ]. Tatsächlich können die Kurzvokale in gesprochener Sprache alle mehr oder weniger in Richtung [ɐ] verschliffen werden. Obwohl von Allophonie gesprochen wird und traditionell nur von drei Vokalphonemen ausgegangen wird, hat der sekundäre Prozess der Assimilierung von /ʁ/ an den folgenden Konsonanten dazu geführt, dass die Realisierung des Vokals zwischen den beiden phonologisch gebundenen allophonischen Varianten bedeutungsunterscheidend ist:
allappoq „er schreibt“ ([aɬːapːɔq]) vs. allarpoq „es ist unbewölkt“ ([aɬːɑpːɔq])
kivippaa „er hebt es hoch“ ([kivipːaː]) vs. kiverpaa „er stopft es aus“ ([kivɜp:aː])
uppik „Eule“ ([upːik]) vs. orpik „Baum“ ([ɔpːik])
Ein historischer vierter Vokal /*ə/ ist im Laufe der Sprachgeschichte verschwunden und wurde je nach Kontext durch /i/, /a/ ersetzt oder ist vollständig geschwunden.
Alle Vokale treten sowohl kurz als auch lang auf. Hierbei wird die Qualität nicht geändert. Geschrieben werden Langvokale mit doppelten Buchstaben (⟨aa⟩, ⟨ee⟩, ⟨ii⟩, ⟨oo⟩, ⟨uu⟩). Die Vokalquantität ist in hohem Maße bedeutungsunterscheidend:
tappippoq „er hat gute Augen, er ist scharfsichtig“ ([tapːipːɔq]) vs. tappiippoq „er hat schlechte Augen, er ist blind“ ([tapːiːpːɔq])
Die einzigen Diphthonge /*ai/ und /*au/ wurden im Laufe der Sprachgeschichte zum Langvokal /aː/ assimiliert, mit Ausnahme des auslautenden /ai/, das als Flexionsendung dient und bedeutungsunterscheidend ist. Allerdings ist auch hier ein schleichender Übergang zu einem monophthongischen Langvokal erkennbar.
Trotz des Mangels an Diphthongen sind Hiats wie in sikuiuitsoq „Eismeer“ (wörtlich „das, das niemals eisfrei wird“) üblich. Das Wort hat aufgrund der Hiats jedoch sechs Silben und die Vokale /i/ und /u/ dürfen nicht durch ihre konsonantischen Entsprechungen /j/ und /v/ ersetzt werden, wie an folgendem Beispiel erkennbar ist:
pujorpat „wenn es qualmt“ ([pujɔpːat]) vs. puiorpat „du vergisst es“ ([puiɔpːat])

### Konsonanten
|                                    | Labiale | Labiale | Alveolare/ Palatale | Alveolare/ Palatale | Velare | Velare  | Uvulare | Uvulare |
|                                    | sth.    | stl.    | sth.                | stl.                | sth.   | stl.    | sth.    | stl.    |
| ---------------------------------- | ------- | ------- | ------------------- | ------------------- | ------ | ------- | ------- | ------- |
| Plosive                            |         | [⁠p(ː)⁠]  |                     | [⁠t(ː)⁠], [⁠tˢ⁠]        |        | [⁠k(ː)⁠]  |         | [⁠q(ː)⁠]  |
| Frikative/Approximanten/Affrikaten | [⁠v⁠]     | [⁠fː⁠]    | [⁠j⁠]                 | [⁠s(ː)⁠], [⁠t͡ːs⁠]       | [⁠ɣ⁠]    | [⁠çː~xː⁠] | [⁠ʁ⁠]     | [⁠χː⁠]    |
| Nasale                             | [⁠m(ː)⁠]  |         | [⁠n(ː)⁠]              |                     | [⁠ŋ(ː)⁠] |         | [⁠ɴː⁠]    |         |
| Laterale                           |         |         | [⁠l⁠]                 | [⁠ɬː⁠]                |        |         |         |         |

Das grönländische hat etwa 18 verschiedene Konsonanten. Diese sind nicht alle phonemisch, da manche Konsonanten nur als gelängte Formen anderer Konsonanten auftreten. Somit entsprechen [v] und [fː] einem Phonem, ebenso wie [ɣ] und [çː], [ʁ] und [χː] und [l] und [ɬː]. Alle grönländischen Plosive sind stimmlos, während alle Nasale stimmhaft sind.
[ɴ] wird nur von manchen Sprechern als Realisierung von /ʁn/ genutzt. In heutiger Sprache nahezu ausgestorben ist ein [ʃ]-artiger Laut, der mit [s] zusammengefallen ist.
Grönländisch hat zudem eine Affrikate, die sowohl kurz ([tˢ]) vor /i/ als auch generell lang ([t͡ːs]) auftritt. Nur die Langform ist hierbei bedeutungsunterscheidend, während [t] und [tˢ] aufgrund ihrer Kontextbedingung nicht komplementär auftreten können:
naattoq „stolpernd“ [naːtːɔq] vs. naatsoq „kurz“ [naːt͡ːsɔq]
Grönländisch hat starke Begrenzungen in der Phonotaktik. So können im Wortanlaut nur Vokale sowie die Konsonanten /p/, /t/, /k/, /q/, /s/, /m/ und /n/ stehen. Es können nie zwei verschiedene Konsonanten nebeneinander stehen. Im Auslaut können nur die drei Vokalphoneme /a/, /i/, /u/ und die Plosive /p/, /t/, /k/ und /q/ stehen.
Sprachhistorisch sind manche Ableitungen und die Flexion mit der Geminierung eines Stammkonsonanten einhergegangen. Diese sind durch Ersatzdehnung nach dem Schwund von Stammauslauten, Teilen von Derivationsmorphemen oder durch Assimilation entstanden. Die nichtgeminierten Konsonanten wurden später Sprachwandelprozessen unterworfen, die beispielsweise stimmlose Plosive in stimmhafte Frikative umgewandelt haben, während diese Änderungen bei den geminierten Konsonanten nicht eingetreten sind. Dies hat in vielen Fällen zu lautlichen Abweichungen zwischen beiden Formen geführt. In manchen Fällen sind die stimmhaften Frikative /v/, /j/, /s/, /ʃ/, /ɣ/ und /ʁ/ im Laufe der Sprachgeschichte gänzlich entfallen, während ihre geminierten Formen überlebt haben. Manche Konsonanten haben somit heute mehrere geminierte Entsprechungen, wobei diese nach Art der Ableitung festgelegt sind: In der Flexion sind die Geminaten stimmhafter Frikative stimmlose Plosive, während es in der Derivation stimmlose Frikative sind.
| Kurzkonsonant    | Geminate       | Beispiel (Flexion)                                                                   | Beispiel (Derivation)                          |
| ---------------- | -------------- | ------------------------------------------------------------------------------------ | ---------------------------------------------- |
| [p]              | [pː]           | nicht existent                                                                       | qipi- „drehen“ ~ qipput „Schraubzwinge“        |
| [v]              | [fː], [pː]     | -voq „er, sie es (3Sg.)“ ~ -pput „sie (3Pl.)“                                        | avip- „zerteilen“ ~ affaq „Hälfte“             |
| [t]              | [tː] (> [t͡ːs]) | avataq „Fangblase“ ~ avattat „Fangblasen“                                            | putu- „durchlöchern“ ~ puttut „Ahle, Pfriem“   |
| [j]              | [t͡ːs]          | nujaq „Haar“ ~ nutsat „Haare“                                                        | pujoq „Nebel, Rauch“ ~ putser- „neblig sein“   |
| [s] (< [*s])     | [t͡ːs]          | taseq „See“ ~ tatsit „Seen“                                                          | tigusi- „nehmen“ ~ tigutsit „Greifwerkzeug“    |
| [s]/[0] (< [*ʃ]) | [sː]           | iluliaq „Eisberg“ ~ ilulissat „Eisberge“                                             | isi „Auge“ ~ issip- „etwas ins Auge bekommen“  |
| [k]              | [kː]           | nukaq „kleiner Bruder, kleine Schwester“ ~ nukkat „kleine Brüder, kleine Schwestern“ | kaki- „hineinstechen“ ~ kakkivik „Nadelkissen“ |
| [ɣ]              | [çː], [kː]     | isigak „Fuß“ ~ isikkat „Füße“                                                        | iga- „kochen“ ~ iggavik „Küche“                |
| [q]              | [qː]           | niaqoq „Kopf“ ~ niaqqut „Köpfe“                                                      | oqar- „sagen“ ~ oqqap- „ausschimpfen“          |
| [ʁ]              | [χː], [qː]     | meeraq „Kind“ ~ meeqqat „Kinder“                                                     | neri- „Essen“ ~ nerrivik „Tisch“               |
| [m]              | [mː]           | ameq „Haut“ ~ ammit „Häute“                                                          | uuma- „lebendig sein“ ~ uummat „Herz“          |
| [n]              | [nː]           | nanoq „Eisbär“ ~ nannut „Eisbären“                                                   | qinu- „beten“ ~ qinnut „Gebet“                 |
| [ŋ]              | [ŋː]           | qingaq „Nase“ ~ qinngat „Nasen“                                                      | mangup- „hineinstecken“ ~ manngoq „Wurzel“     |
| [l]              | [ɬː]           | uiloq „Muschel“ ~ uillut „Muscheln“                                                  | sili- „schärfen, wetzen“ ~ sillit „Wetzstein“  |

### Aussprache
Das Verhältnis zwischen Schreibung und Aussprache ist im Grönländischen äußerst regelmäßig:
| Buchstabe | Position              | Aussprache      | Beispiel                                        |
| --------- | --------------------- | --------------- | ----------------------------------------------- |
| A a       | a                     | [a] ~ [æ] ~ [ɛ] | kina „wer“ [kina]                               |
| A a       | aa                    | [aː]            | kaappoq „er hat Hunger“ [kaːpːɔq]               |
| A a       | a vor r und q         | [ɑ]             | sarfaq „Strom“ [sɑfːɑq]                         |
| A a       | aa vor r und q        | [ɑː]            | taarpoq „es ist dunkel“ [tɑːpːɔq]               |
| A a       | ai                    | [ai̯]            | takuai „er sieht sie (Pl.)“ [takuai̯]            |
| E e       | e                     | [ɜ]             | erneq „Sohn“ [ɜnːɜq]                            |
| E e       | ee                    | [ɜː]            | meeraq „Kind“ [mɜːʁɑq]                          |
| F f       | ff und rf             | [fː]            | nikorfavoq „er steht“ [nikɔfːavɔq]              |
| G g       | g                     | [ɣ]             | igaq „Topf“ [iɣɑq]                              |
| G g       | gg                    | [çː] ~ [xː]     | iggavik „Küche“ [içːavik]                       |
| I i       | i                     | [i] ~ [e]       | nipi „Stimme, Geräusch“ [nipi]                  |
| I i       | ii                    | [iː]            | biili „Auto“ [piːli]                            |
| J j       | j                     | [j]             | ajorpoq „es ist schlecht“ [ajɔpːɔq]             |
| K k       | k                     | [k]             | kakiorneq „Tätowierung“ [kakiɔnːɜq]             |
| K k       | kk                    | [kː]            | pikkorippoq „sie ist tüchtig“ [pikːɔʁipːɔq]     |
| L l       | l                     | [l]             | sila „Wetter“ [sila]                            |
| L l       | ll und rl             | [ɬː]            | arlallit „viele“ [ɑɬːaɬːit]                     |
| M m       | m                     | [m]             | ima „so“ [ima]                                  |
| M m       | mm und rm             | [mː]            | qimmeq „Hund“ [qimːɜq]                          |
| N n       | n                     | [n]             | nanivaa „er findet es“ [nanivaː]                |
| N n       | nn                    | [nː]            | inneq „Feuer“ [inːɜq]                           |
| N n       | rn(g)                 | [nː] oder [ɴː]  | ern(g)iinnaq „bald“ [ɜɴːiːnːɑq]                 |
| Ng ng     | ng                    | [ŋ]             | angut „Mann“ [aŋut]                             |
| Ng ng     | nng                   | [ŋː]            | avinngaq „Lemming“ [aviŋːɑq]                    |
| O o       | o                     | [ɔ]             | orluvoq „er fällt hin“ [ɔɬːuvɔq]                |
| O o       | oo                    | [ɔː]            | toorneq „Punkt“ [tɔːnːɜq]                       |
| P p       | p                     | [p]             | pupik „Pilz“ [pupik]                            |
| P p       | pp und rp             | [pː]            | arpappoq „sie läuft“ [ɑpːapːɔq]                 |
| Q q       | q                     | [q]             | neqi „Fleisch“ [nɜqi]                           |
| Q q       | qq                    | [qː]            | aaqqat „Handschuh“ [ɑːqːat]                     |
| R r       | r                     | [ʁ]             | nerivoq „sie isst“ [nɜʁivɔq]                    |
| R r       | rr                    | [χː]            | errorsissut „Waschmaschine“ [ɜχːɔsːisːut]       |
| R r       | vor Konsonant         | [0]             | arnaq „Frau“ [ɑnːɑq]                            |
| S s       | s                     | [s]             | usi „übrigens“ [usi]                            |
| S s       | ss und rs             | [sː]            | nersussuaq „Kuh“ [nɜsːusːuɑq]                   |
| T t       | vor a, o und u        | [t]             | nutaaq „neu“ [nutɑːq]                           |
| T t       | vor e und i           | [tˢ]            | ateq „Name“ [atˢɜq]                             |
| T t       | tt und rt             | [tː]            | siittartoq „Reißverschluss“ [siːtːɑtːɔq]        |
| T t       | ts und rt vor e und i | [t͡ːs]           | ilinniartitsisoq „Lehrer“ [ilinːiɑt͡ːsiːt͡ːsisɔq] |
| U u       | u                     | [u] ~ [ʉ] ~ [o] | putu „Loch“ [putu]                              |
| U u       | uu                    | [uː]            | nuuk „Kap“ [nuːk]                               |
| V v       | v                     | [v]             | niviarsiaraq „Mädchen“ [niviɑsːiɑʁɑq]           |

### Prosodie
Im Grönländischen existiert im Bereich der Prosodie und Intonation keine Unterscheidung von betonten und unbetonten Silben. Hingegen ist die Sprache von festen Tonhöhenverläufen geprägt, die den Eindruck eines Hauptakzents erwecken können.
Entscheidend ist hierbei die Silbenlänge, wobei zwischen vier verschiedenen Arten von Silbenreimen unterschieden wird: V, VC, VV, VVC. Es gilt: Je länger die Silbe, desto markanter die Tonhöhenänderung. Wenn alle Silben gleich lang sind, liegt der höchste Ton auf der drittletzten Silbe (Antepaenultima). Dazu wird am Satzende markiert, ob es sich um eine Aussage bzw. Ergänzungsfrage einerseits oder eine Entscheidungsfrage andererseits handelt. Bei ersterem ist die vorletzte Silbe üblicherweise tief und geht dann hoch, bei letzterem ist sie hoch und fällt dann ab.
Es erscheint somit, dass der Hauptakzent (in Form der höchsten Silbe) in Aussagesätzen auf der längsten Silbe liegt, andernfalls auf der Antepaenultima und bei Wörtern mit maximal drei Silben auf der letzten. Lange Wörter können mehrere tonmarkierte Silben haben, allerdings müssen immer mindestens zwei andere Silben – meistens drei – zwischen zwei solchen liegen, weswegen manche Silben, die alle sonstigen Bedingungen erfüllen, dennoch unmarkiert gesprochen werden.

### Morphonologie und Sandhi
Die Sprache zeichnet sich durch eine komplexe Morphonologie mit zahlreichen Formen von internem Sandhi aus.
Da nicht zwei Konsonanten nebeneinander stehen können, werden diese regressiv assimiliert. Der voranstehende Vokal wird dabei nicht beeinflusst, weswegen bei uvularisierten Vokalen ⟨rC⟩ geschrieben wird, während der Lautwert wie bei ⟨CC⟩ [Cː] ist. Sofern drei Konsonanten aneinanderstoßen würden, überlebt ebenfalls nur der letzte. Bei der Assimilation entstehen die im Abschnitt Konsonanten beschriebenen Langkonsonanten. Es gibt einige Ausnahmen von dieser Regel: /ʁ/ plus /ɣ/ bzw. /j/ ergibt /ʁ/ und /ɣ/ bzw. /t/ plus /j/ ergibt in willkürlicher Verteilung entweder /kː/ oder /tː/.
Nach /i/ (aber nicht nach /i/ < /*ə/) wird /t/ zu /s/, ebenso wie in einigen Derivationsmorphemen, wenn das /t/ intervokalisch steht. In einigen anderen Fällen wird /tː/ zu /sː/.
Die Kombination /aV/ wird zu /aː/ assimiliert. Wenn drei Vokale nebeneinander stehen würden, werden zur Trennung /j/, /v/ oder /ɣ/ eingefügt oder drei gleiche Vokale werden zu einem Langvokal verschmolzen. Das alte /*ə/ wurde historisch zu /a/, später zu /i/ vor Konsonant und /i/, außer vor anderen Vokalen, wo es /a/ wird. Das Morphem GE kann im Indikativ mit der Endung verschmelzen (vgl. aperaaq/aperivoq „er fragt“).
Wenn an ein Wort ein Klitikon angefügt wird, wird sein Auslaut in den entsprechenden Nasal umgewandelt (kiap-una? „wessen ist das?“ = kiamuna?).
Gemäß Rechtschreibregeln wird ⟨v⟩ in der Kombination /u(v)V/ nicht geschrieben, sofern /V/ ein anderer Vokal als /u/ ist. Gleiches gilt für ⟨j⟩ in /i(j)V/. Deswegen erscheint die Indikativendung in takuaa „sie sieht es“ unregelmäßig.

## Grammatik

### Wortarten und Morphemklassen
Meist wird im Grönländischen nur zwischen drei verschiedenen Wortarten unterschieden. Hierbei muss jedoch zwischen der eigentlichen Wortart und ihrer tatsächlichen Funktion unterschieden werden.
Verben fungieren primär als Prädikate. Sie können nach Person, Numerus und Modus flektiert werden, wobei häufig eine transitive und intransitive Form existiert. In untergeordneten Modi nehmen sie teilweise adverbielle oder ähnliche Funktionen ein.
Nomen bestehen aus Substantiven, Eigennamen, Pronomen und einigen wenigen Adjektiven. Die Aufgabe deutscher Adjektive übernehmen im Grönländischen entweder Eigenschaftsverben, die das Prädikat des Satzes bilden, oder nominalisierte solche, die attributiv stehen. Nomen können nach Kasus, Numerus und Possessor flektiert werden. Letztere Kategorie ist nicht obligatorisch und jedes Substantiv kann deswegen sowohl nicht-possessiv („Haus“) als auch possessiv („mein Haus“) flektiert werden. Nomen können meist durch Flexion auch adverbiell genutzt werden. Einige Nomen übernehmen die Funktion von Präpositionen. Artikel existieren nicht.
Die übrigen Wörter werden meist als Partikeln zusammengefasst und bestehen aus eigentlichen Adverbien, Konjunktionen und Interjektionen. Partikeln sind üblicherweise nicht flektierbar; lediglich einige Adverbien ähneln Nomen und können deswegen auch Kasusendungen bekommen.
Grundsätzlich besteht jedes Verb und jedes Nomen aus einer Wurzel, die mit Derivationsmorphemen zu einem Stamm ausgebaut werden kann, woraufhin eine Flexionsendung hinzugefügt wird. Optional kann anschließend noch ein Enklitikon angefügt werden. Lokaladverbien und -demonstrativa können zudem zwei periphere Präfixe haben.

### Substantive

#### Stammklassen
Substantive werden in Stammklassen unterteilt, die jeweils leicht unterschiedlich flektiert werden. Die Unterschiede zeigen sich in der jeweiligen Pluralform und den Possessivformen. Im Gegensatz zu vielen europäischen Sprachen werden Substantive nicht nach Genus (und bei Pronomen auch nicht nach Sexus) unterschieden. Es wird nach starken und schwachen Stämmen unterschieden, wobei schwache Stämme einen eventuellen Auslautkonsanten bei der Flexion abwerfen, während starke Stämme ihren Auslaut oder zumindest Reflexe davon behalten. Alle Vokalstämme sind mangels Auslautkonsonant schwach. Die meisten q-Stämme sind schwach, abgesehen von denen mit ə-Stammvokal. Die meisten k-Stämme sind hingegen stark. Viele Substantive und Derivationsmorpheme werden unregelmäßig flektiert. Dazu können viele auch zwischen verschiedenen Stammklassen wechseln, beispielsweise atsa und atsak „Tante väterlicherseits“. Auf gleiche Weise wird assi (Vokalstamm) und asseq (q-Stamm) „Bild“ für die nicht-possessive Flexion genutzt, mit possessiver Flexion jedoch assinga (k-Stamm). In jüngerer Sprache werden viele der unregelmäßigen Formen durch regelmäßigere ersetzt, sodass jene teilweise archaisch erscheinen.
| Stammklasse     | Stammklasse | Stammklasse | Beispiel (Singular) | Plural -(i)t | 3. Sg. Poss. -a | Prozess | Anmerkung |
| --------------- | ----------- | ----------- | ------------------- | ------------ | --------------- | --- | --- |
| schwache Stämme | Vokalstämme | a-Stämme    | nuna „Land“         | nunat        | nunaa           | Endung wird direkt an den Stamm angehängt.                                                                  | üblich |
| schwache Stämme | Vokalstämme | i-Stämme    | aki „Preis“         | akit         | akia            | Endung wird direkt an den Stamm angehängt.                                                                  | üblich |
| schwache Stämme | Vokalstämme | u-Stämme    | illu „Haus“         | illut        | illua           | Endung wird direkt an den Stamm angehängt.                                                                  | üblich |
| schwache Stämme | Vokalstämme | ə-Stämme    | isi „Auge“          | isit         | isaa            | Endung wird direkt an den Stamm angehängt. Regelmäßige Umwandlung von /i/ (< /*ə/) in /a/ vor Vokal.        | in jüngerer Sprache teilweise Zusammenfall mit i-Stämmen                                                                        |
| schwache Stämme | t-Stämme    | t-Stämme    | angut               | angutit      | angutaa         | Final nach /t/ geschwundenes /*ə/ ist in der Flexion bewahrt.                                               | üblich In europäischstämmigen Vornamen verhalten sich t-Stämme wie Vokalstämme, sodass das /t/ schwindet.                       |
| schwache Stämme | q-Stämme    | q-Stämme    | meeraq „Kind“       | meeqqat      | meeraa          | Gemination Abwurf des Auslautkonsonanten mit Geminierung des Stammkonsonanten bei konsonantischen Endungen. | üblich |
| schwache Stämme | k-Stämme    | k-Stämme    | isigak „Fuß“        | isikkat      | isigaa          | Gemination Abwurf des Auslautkonsonanten mit Geminierung des Stammkonsonanten bei konsonantischen Endungen. | selten |
| starke Stämme   | q-Stämme    | q-Stämme    | qulleq „Lampe“      | qulliit      | qullia          | Auslautkonsonant ist erst sekundär geschwunden.                                                             | selten |
| starke Stämme   | q-Stämme    | q-Stämme    | erneq „Sohn“        | ernerit      | ernera          | Frikativierung Auslautkonsonant ist als Frikativ bewahrt.                                                   | eher selten, aber präsent durch das hochfrequente Morphem NIQ                                                                   |
| starke Stämme   | q-Stämme    | q-Stämme    | ateq „Name“         | aqqit        | aqqa            | ə-Schwund und Assimilation *atəq-it > *atq-it > aqqit                                                       | in jüngerer Sprache teilweise schwach flektiert                                                                                 |
| starke Stämme   | q-Stämme    | q-Stämme    | imeq „Wasser“       | ermit/erngit | erma/ernga      | ə-Schwund und Metathese *iməq-it > *imq-it > *irm-it > ermit                                                | in jüngerer Sprache teilweise schwach flektiert                                                                                 |
| starke Stämme   | k-Stämme    | k-Stämme    | inuk „Mensch“       | inuit        | inua            | Auslautkonsonant ist erst sekundär geschwunden.                                                             | üblich |
| starke Stämme   | k-Stämme    | k-Stämme    | mumik „Rückseite“   | (mumiit)     | muminga         | Nasalierung Auslautkonsonant ist als Nasal bewahrt.                                                         | selten, außerhalb der possessiven Flexion mit anderen Stämmen zusammengefallen                                                  |
| starke Stämme   | k-Stämme    | k-Stämme    | umik „Barthaar“     | unngit       | unnga           | ə-Schwund und Assimilation *umək-it > *umng-it > unngit                                                     | selten, meist archaisch |
| starke Stämme   | k-Stämme    | k-Stämme    | kamik „Kamik“       | kammit       | (kamia)         | ə-Schwund und Metathese *kamək-it > *kamk-it > *kangm-it > kammit                                           | selten, außerhalb der nicht-possessiven Flexion mit anderen Stämmen zusammengefallen, meist archaisch, gleicht meist Gemination |

#### Kasusflexion

##### Nicht-possessiv
Grönländisch ist im Gegensatz zu den meisten europäischen Sprachen keine Akkusativsprache, sondern eine Ergativsprache. Anstelle der syntaktischen Kasus Nominativ und Akkusativ existieren hier Absolutiv und Relativ (Ergativ und Genitiv) (vgl. Abschnitt #Gebrauch der Kasus). Dazu kommen sechs oblique Kasus, die größtenteils die Funktion deutscher Präpositionalphrasen übernehmen.
Grönländisch hat mit Singular und Plural heute noch zwei Numeri. Der Dual, der in anderen eskimo-aleutischen Sprachen wie Inuktitut noch existiert, ist in der ersten Hälfte des 19. Jahrhunderts größtenteils ausgestorben und durch den Plural ersetzt worden. Lediglich im Wort marluk „zwei“ und dialektal treten heute noch Dualformen auf.
Die folgende Tabelle gibt die Flexionsendungen wieder. Starke Konsonantenstämme erhalten hierbei die Formen mit Bindevokal. Bei schwachen Stämmen entfernt die Endung eventuelle auslautende Konsonanten, bei starken Stämmen ist er je nach Stammklasse (siehe oben) auf verschiedene Weisen bewahrt. Als Beispielwort ist imaq „Meer“ angegeben.
| Kasus                   | Singular                                                          | Plural                                                            |  | Singular                | Plural                      |
| ----------------------- | ----------------------------------------------------------------- | ----------------------------------------------------------------- |  | ----------------------- | --------------------------- |
| Absolutiv               | -Ø                                                                | -(i)t                                                             |  | imaq „Meer“             | imma-t „Meere“              |
| Relativ                 | -(u)p                                                             | -(i)t                                                             |  | imma-p „des Meeres“     | imma-t „der Meere“          |
| Instrumentalis („mit“)  | -mik                                                              | -nik                                                              |  | imma-mik „mit dem Meer“ | imma-nik „mit den Meeren“   |
| Allativ („hin zu“)      | -mut                                                              | -nut                                                              |  | imma-mut „zum Meer“     | imma-nut „zu den Meeren“    |
| Lokativ („in, an, auf“) | -mi                                                               | -ni                                                               |  | imma-mi „auf dem Meer“  | imma-ni „auf den Meeren“    |
| Ablativ („von her“)     | -mit seltener: -miit/-minngaanniit dialektal: -miik/-minngaanniik | -nit seltener: -niit/-ninngaanniit dialektal: -niik/-ninngaanniik |  | imma-mit „vom Meer“     | imma-nit „von den Meeren“   |
| Vialis („durch, über“)  | -kkut                                                             | -tigut                                                            |  | imma-kkut „übers Meer“  | imma-tigut „über die Meere“ |
| Äqualis („wie, als“)    | -tut                                                              | -tut                                                              |  | imma-tut „wie das Meer“ | imma-tut „wie die Meere“    |

##### Possessiv
Neben der obigen nichtpossessiven Flexion können alle Substantive noch possessiv flektiert werden. Possessivverhältnisse werden hierbei wie beispielsweise im Türkischen durch Flexionsendungen kenntlich gemacht. Manche Formen unterscheiden sich nach Numerus nur dadurch, ob die Endung additiv (+) oder trunkativ (-) ist, also der Stammauslaut behalten wird oder gestrichen. Die 4. Person drückt hier aus, dass das Possessum dem Subjekt gehört („Er streichelt seinen (eigenen) Hund“), während Subjekt und Possessor bei der 3. Person verschieden sind („Er streichelt seinen (= des Nachbarns) Hund“). Als Beispielwort ist qimmeq „Hund“ angegeben.
| Possessor    | Absolutiv   | Absolutiv | Relativ  | Relativ  | Instrumentalis/Lokativ/Allativ/Ablativ | Instrumentalis/Lokativ/Allativ/Ablativ | Vialis       | Vialis       | Äqualis      | Äqualis      |
| Possessor    | Sg.         | Pl.       | Sg.      | Pl.      | Sg.                                    | Pl.                                    | Sg.          | Pl.          | Sg.          | Pl.          |
| ------------ | ----------- | --------- | -------- | -------- | -------------------------------------- | -------------------------------------- | ------------ | ------------ | ------------ | ------------ |
| 1. Sg. Poss. | -ga         | -kka      | -ma (+)  | -ma (-)  | -n-nik/ni/nut/nit                      | -n-nik/ni/nut/nit                      | -kkut        | -kkut        | -t-tut       | -t-tut       |
| 1. Pl. Poss. | -(r)put (+) | -vut (-)  | -tta     | -tta     | -tsi-n-nik/ni/nut/nit                  | -tsi-n-nik/ni/nut/nit                  | -tsi-gut     | -tsi-gut     | -tsi-sut     | -tsi-sut     |
| 2. Sg. Poss. | -(i)t       | -tit      | -(r)pit  | -vit     | -n-nik/ni/nut/nit                      | -n-nik/ni/nut/nit                      | -kkut        | -kkut        | -t-tut       | -t-tut       |
| 2. Pl. Poss. | -(r)si (+)  | -si (-)   | -ssi     | -ssi     | -ssi-n-nik/ni/nut/nit                  | -ssi-n-nik/ni/nut/nit                  | -ssi-gut     | -ssi-gut     | -ssi-sut     | -ssi-sut     |
| 3. Sg. Poss. | -a          | -i        | -ata     | -isa     | -a-nik/ni/nut/nit                      | -i-nik/ni/nut/nit                      | -a(ti)-gut   | -isi-gut     | -a-tut       | -i-sut       |
| 3. Pl. Poss. | -at         | -at/-i    | -ata     | -isa     | -an-nik/ni/nut/nit                     | -an-nik/ni/nut/nit/-i-nik/ni/nut/nit   | -ati-gut     | -isi-gut     | -at-tut      | -i-sut       |
| 4. Sg. Poss. | -ni         | -ni       | -mi (+)  | -mi (-)  | -mi-nik/ni/nut/nit (+)                 | -mi-nik/ni/nut/nit (-)                 | -mi-gut (+)  | -mi-gut (-)  | -mi-sut (+)  | -mi-sut (-)  |
| 4. Pl. Poss. | -(r)tik (+) | -tik (-)  | -mik (+) | -mik (-) | -min-nik/ni/nut/nit (+)                | -min-nik/ni/nut/nit (-)                | -mik-kut (+) | -mik-kut (-) | -mis-sut (+) | -mis-sut (-) |

| Possessor    | Absolutiv                                          | Absolutiv                                          | Relativ                                  | Relativ                                  | Lokativ                                        | Lokativ                                        | Vialis                                        | Vialis                                        | Äqualis                                    | Äqualis                                    |
| Possessor    | Sg.                                                | Pl.                                                | Sg.                                      | Pl.                                      | Sg.                                            | Pl.                                            | Sg.                                           | Pl.                                           | Sg.                                        | Pl.                                        |
| ------------ | -------------------------------------------------- | -------------------------------------------------- | ---------------------------------------- | ---------------------------------------- | ---------------------------------------------- | ---------------------------------------------- | --------------------------------------------- | --------------------------------------------- | ------------------------------------------ | ------------------------------------------ |
| 1. Sg. Poss. | qimmer-a „mein Hund“                               | qimmi-kka „meine Hunde“                            | qimmer-ma „meines Hundes“                | qimmi-ma „meiner Hunde“                  | qimmi-nni „bei meinem Hund/meinen Hunden“      | qimmi-nni „bei meinem Hund/meinen Hunden“      | qimmi-kkut „über meinen Hund/meine Hunde“     | qimmi-kkut „über meinen Hund/meine Hunde“     | qimmi-ttut „wie mein Hund/meine Hunde“     | qimmi-ttut „wie mein Hund/meine Hunde“     |
| 1. Pl. Poss. | qimmer-put „unser Hund“                            | qimmi-vut „unsere Hunde“                           | qimmi-tta „unseres Hundes/unserer Hunde“ | qimmi-tta „unseres Hundes/unserer Hunde“ | qimmi-tsinni „bei unserem Hund/unseren Hunden“ | qimmi-tsinni „bei unserem Hund/unseren Hunden“ | qimmi-tsigut „über unseren Hund/unsere Hunde“ | qimmi-tsigut „über unseren Hund/unsere Hunde“ | qimmi-tsisut „wie unser Hund/unsere Hunde“ | qimmi-tsisut „wie unser Hund/unsere Hunde“ |
| 2. Sg. Poss. | qimmi-t „dein Hund“                                | qimmi-tit „deine Hunde“                            | qimmer-pit „deines Hundes“               | qimmi-vit „deiner Hunde“                 | qimmi-nni „bei deinem Hund/deinen Hunden“      | qimmi-nni „bei deinem Hund/deinen Hunden“      | qimmi-kkut „über deinen Hund/deine Hunde“     | qimmi-kkut „über deinen Hund/deine Hunde“     | qimmi-ttut „wie dein Hund/deine Hunde“     | qimmi-ttut „wie dein Hund/deine Hunde“     |
| 2. Pl. Poss. | qimmer-si „euer Hund“                              | qimmi-si „eure Hunde“                              | qimmi-ssi „eures Hundes/eurer Hunde“     | qimmi-ssi „eures Hundes/eurer Hunde“     | qimmi-ssinni „bei eurem Hund/euren Hunden“     | qimmi-ssinni „bei eurem Hund/euren Hunden“     | qimmi-ssigut „über euren Hund/eure Hunde“     | qimmi-ssigut „über euren Hund/eure Hunde“     | qimmi-ssisut „wie euer Hund/eure Hunde“    | qimmi-ssisut „wie euer Hund/eure Hunde“    |
| 3. Sg. Poss. | qimmi-a „sein Hund“                                | qimmi-i „seine Hunde“                              | qimmi-ata „seines Hundes“                | qimmi-isa „seiner Hunde“                 | qimmi-ani „bei seinem Hund“                    | qimmi-ini „bei seinen Hunden“                  | qimmi-a(ti)gut „über seinen Hund“             | qimmi-isigut „über seine Hunde“               | qimmi-atut „wie sein Hund“                 | qimmi-isut „wie seine Hunde“               |
| 3. Pl. Poss. | qimmi-at „ihr Hund“                                | qimmi-i „ihre Hunde“                               | qimmi-ata „ihres Hundes“                 | qimmi-isa „ihrer Hunde“                  | qimmi-anni „bei ihrem Hund“                    | qimmi-ini „bei ihren Hunden“                   | qimmi-atigut „über ihren Hund“                | qimmi-isigut „über ihre Hunde“                | qimmi-attut „wie ihr Hund“                 | qimmi-isut „wie ihre Hunde“                |
| 4. Sg. Poss. | qimmi-ni „seinen eigenen Hund/seine eigenen Hunde“ | qimmi-ni „seinen eigenen Hund/seine eigenen Hunde“ | qimmer-mi „seines eigenen Hundes“        | qimmi-mi „seiner eigenen Hunde“          | qimmer-mini „bei seinem eigenen Hund“          | qimmi-mini „bei seinen eigenen Hunden“         | qimmer-migut „über seinen eigenen Hund“       | qimmi-migut „über ihre eigenen Hunde“         | qimmer-misut „wie sein eigener Hund“       | qimmi-misut „wie seine eigenen Hunde“      |
| 4. Pl. Poss. | qimmer-tik „ihr eigener Hund“                      | qimmi-tik „ihre eigenen Hunde“                     | qimmer-mik „ihres eigenen Hundes“        | qimmi-mik „ihrer eigenen Hunde“          | qimmer-minni „bei ihrem eigenen Hund“          | qimmi-minni „bei ihren eigenen Hunden“         | qimmer-mikkut „über ihren eigenen Hund“       | qimmi-mikkut „über ihre eigenen Hunde“        | qimmer-missut „wie ihr eigener Hund“       | qimmi-missut „wie ihre eigenen Hunde“      |

### Pronomen und Adverbien

#### Personalpronomen
Die grönländische Sprache verfügt über eine Vielzahl von Pronomen und verwandten Wörtern. Zu den geläufigsten gehören die Personalpronomen uanga „ich“, uagut „wir“, illit „du“ und ilissi „ihr“, die jeweils in allen Kasus wie die jeweiligen possessiven Substantive flektiert werden können, wobei uanga und uagut sowie illit und ilissi genau genommen in dieselben Paradigmen gehören, die nach Numerus flektiert werden.
| Kasus          | 1. Pers.             | 1. Pers.              | 2. Pers.              | 2. Pers.                |
| Kasus          | Singular             | Plural                | Singular              | Plural                  |
| -------------- | -------------------- | --------------------- | --------------------- | ----------------------- |
| Absolutiv      | ua-nga „ich“         | ua-gut „wir“          | illi-t „du“           | ili-ssi „ihr“           |
| Relativ        | ua-nga „mein“        | ua-gut „unser“        | illi-t „dein“         | ili-ssi „euer“          |
| Instrumentalis | ua-nnik „mit mir“    | ua-tsinnik „mit uns“  | ili-nnik „mit dir“    | ili-ssinnik „mit euch“  |
| Lokativ        | ua-nni „bei mir“     | ua-tsinni „bei uns“   | ili-nni „bei dir“     | ili-ssinni „bei euch“   |
| Allativ        | ua-nnut „zu mir“     | ua-tsinnut „zu uns“   | ili-nnut „zu dir“     | ili-ssinnut „zu euch“   |
| Ablativ        | ua-nnit „von mir“    | ua-tsinnit „von uns“  | ili-nnit „von dir“    | ili-ssinnit „von euch“  |
| Vialis         | ua-kkut „durch mich“ | ua-tsigut „durch uns“ | ili-kkut „durch dich“ | ili-ssigut „durch euch“ |
| Äquativ        | ua-ttut „wie ich“    | ua-tsitut „wie wir“   | ili-ttut „wie du“     | ili-ssisut „wie ihr“    |

Weitere Personalpronomen im entfernteren sind die nicht flektierbaren Wörter nammin(n)eq „selber, eigenes“ und das meist im Allativ stehende, aber eigentlich in allen obliquen Kasus flektierbare imminut „sich selbst“ und die nach Person, Numerus und Kasus flektierbaren Quantitativpronomen tamaq „alle, ganz“ und kisi „nur“. Letztere zeichnen sich dadurch aus, dass sie als einzige nicht ergativisch, sondern akkusativisch benutzt werden.

#### Interrogativpronomen und -adverbien
An Interrogativpronomen existieren suna „was“, kina „wer“, sorleq „welches“ und qassit „wie viele“.
| Kasus          | Singular                    | Plural                        |
| -------------- | --------------------------- | ----------------------------- |
| Absolutiv      | su-na „was (für ein)“       | su-ut „was (für welche)“      |
| Relativ        | su-up „von was (für einem)“ | su-ut „von was (für welchen)“ |
| Instrumentalis | su-mik „womit“              | su-nik „mit welchen“          |
| Lokativ        | su-mi „wo“                  | su-ni „bei welchen“           |
| Allativ        | su-mut „wohin“              | su-nut „zu welchen“           |
| Ablativ        | su-mit „woher“              | su-nit „von welchen“          |
| Vialis         | su-kkut „wodurch“           | su-tigut „durch welche“       |
| Äqualis        | su-tut „wie was“            | su-tut „wie welche“           |

Zusätzlich gibt es die nicht flektierbaren Interrogativadverbien qanoq „wie“, qanga „wann (Vergangenheit)“, qaqugu „wann (Zukunft)“, sooq „warum“ und naak „wo“.

#### Demonstrativpronomen und -adverbien
Grönländisch zeichnet sich wie seine Schwestersprachen durch ein enorm kompliziertes System von Demonstrativpronomen aus. Anstatt nur dieser und jener existieren Pronomen abhängig nach Entfernung, Höhe und Richtung relativ zum Sprecher. Folgende Demonstrativstämme existieren. Es ist zu beachten, dass das Orientierungssystem nach dem Meer ausgerichtet ist, weswegen diese Bedeutungen nur für die Westküste existieren. An der Ostküste sind Norden, Osten, Süden und Westen somit vertauscht.
| Wurzel | Bedeutung                            |
| ------ | ------------------------------------ |
| uv-    | „dieser“                             |
| mat-   | „dieser hier“                        |
| ik-    | „dieser da“                          |
| sam-   | „der landabwärts, der im Westen“     |
| kat-   | „der da unten“                       |
| pav-   | „der landaufwärts, der im Osten“     |
| pik-   | „der da oben“                        |
| qam-   | „der auf der anderen Seite der Wand“ |
| qav-   | „der im Süden“                       |
| av-    | „der im Norden“                      |

Die Demonstrativpronomen können ebenfalls nach Kasus und Numerus flektiert werden. Dazu wird nach der reinen kataphorischen und der präfigierten anaphorischen Form unterschieden. Die kataphorische Form wird benutzt, wenn ein neues Thema eingeführt wird, die anaphorische hingegen, wenn auf ein bereits erwähntes Thema referiert wird (vgl. dazu analog ima „so [wie ich jetzt erklären werde]“ und taama „so [wie ich gerade erklärt habe]“). Die Pronominalflexion weicht stark von der Nominalflexion ab und ist im Folgenden am Beispiel una „dieser“ dargestellt:
| Kasus          | kataphorisch           | kataphorisch           | anaphorisch                    | anaphorisch                   |
| Kasus          | Singular               | Plural                 | Singular                       | Plural                        |
| -------------- | ---------------------- | ---------------------- | ------------------------------ | ----------------------------- |
| Absolutiv      | una „dieser“           | uku „diese“            | taanna „ebendieser“            | taakku „ebendiese“            |
| Relativ        | uuma „dieses“          | ukua „dieser“          | taassuma „ebendieses“          | taakkua „ebendieser“          |
| Instrumentalis | uuminnga „mit diesem“  | ukuninnga „mit diesen“ | taassuminnga „mit ebendiesem“  | taakkuninnga „mit ebendiesen“ |
| Lokativ        | uumani „bei diesem“    | ukunani „bei diesen“   | taassumani „bei ebendiesem“    | taakkunani „bei ebendiesen“   |
| Allativ        | uumunnga „zu diesem“   | ukununnga „zu diesen“  | taassumunnga „zu ebendiesem“   | taakkununnga „zu ebendiesen“  |
| Ablativ        | uumannga „von diesem“  | ukunannga „von diesen“ | taassumannga „von ebendiesem“  | taakkunannga „von ebendiesen“ |
| Vialis         | uumuuna „durch diesen“ | ukunuuna „durch diese“ | taassumuuna „durch ebendiesen“ | taakkunuuna „durch ebendiese“ |
| Äqualis        | uumatut „wie dieser“   | uku(n)atut „wie diese“ | taassumatut „wie ebendieser“   | taakku(n)atut „wie ebendiese“ |

Alle Stämme können noch als Lokaladverbien genutzt werden, die ebenfalls alle kataphorisch und anaphorisch und nach Lokalkasus (Lokativ, Allativ, Ablativ und Vialis) flektiert werden können. Dazu können sämtliche Stämme auch vokativisch, prädikativisch und interjektional genutzt werden. Als Beispiel ist pik- angegeben.
| Kasus          | kataphorisch              | anaphorisch                    |
| -------------- | ------------------------- | ------------------------------ |
| Lokativ        | pikani „da oben“          | tappikani „ebenda oben“        |
| Allativ        | pikunga „da oben hin“     | tappikunga „ebenda oben hin“   |
| Ablativ        | pikannga „da oben her“    | tappikannga „ebenda oben her“  |
| Vialis         | pikuuna „da oben durch“   | tappikuuna „ebenda oben durch“ |
|                |                           |                                |
| Interjektional | pikka „da oben!“          | tappika „ebenda oben!“         |
|                | Singular                  | Plural                         |
| Vokativisch    | pissumaak „du da oben“    | pikkorsii „ihr da oben“        |
| Prädikativisch | aapinnga „da oben ist es“ | aapikku(a) „da oben sind sie“  |

Von den lokalen Demonstrativadverbien unterschieden werden müssen die Substantive, die Orte bezeichnen und anstelle von Präpositionen genutzt werden, wie in folgendem Beispiel:
illup sanianut „neben das Haus“ (eigentlich „zur Seite des Hauses“)

### Verben

#### Stammklassen
Verben werden nach Person, Numerus und Modus konjugiert, nicht jedoch nach Tempus. Dabei werden bei transitiven Verben sowohl Subjekt als auch Objekt im Verb markiert, bei intransitiven hingegen logischerweise nur das Subjekt.
Ebenso wie bei den Substantiven werden Verben in verschiedene Stammklassen eingeteilt, wobei die Aufteilung deutlich weniger kompliziert ist als bei den Substantiven. Die Grundform in der 3. Person Singular sowie das Derivationsmorphem LIR „beginnen“ können die Unterschiede zwischen den Stammklassen aufzeigen. Die alten t-Stämme sind mit den k-Stämmen zusammengefallen, allerdings zeigen einige Derivationsmorpheme wie in der Nominalflexion noch Reste des geschwundenen /*ə/.
| Stammklasse       | Stammklasse | Beispiel (Subjekt 3. Sg.)                    | + LIR            |
| ----------------- | ----------- | -------------------------------------------- | ---------------- |
| Vokalstämme       | a-Stämme    | nala-voq „sie liegt“                         | nala-ler-poq     |
| Vokalstämme       | i-Stämme    | ani-voq „er geht raus“                       | ani-ler-poq      |
| Vokalstämme       | u-Stämme    | taku-voq „er sieht“                          | taku-ler-poq     |
| Vokalstämme       | ə-Stämme    | apera-aq (< Nebenform aperi-voq) „sie fragt“ | aperi-ler-poq    |
| Konsonantenstämme | k-Stämme    | allap-poq „sie schreibt“                     | alla-ler-poq     |
| Konsonantenstämme | t-Stämme    | tikip-poq „er kommt an“                      | tiki-ler-poq     |
| r-Stämme          | r-Stämme    | atuar-poq „sie liest“                        | atua-ler-poq     |
| t-Stämme          | t-Stämme    | tutsiup-poq „sie lässt von sich hören“       | tutsiuti-ler-poq |

#### Valenz und Diathese
Grönländische Verben markieren ihre Valenz in der Konjugationsendung. Hierbei werden verschiedene Gruppen von Verben je nach ihrer Transitivität unterschieden. Intransitive Verben können nicht transitiv flektiert werden. Ambivalente Verben können sowohl intransitiv als auch transitiv flektiert werden, wobei sich kein Unterschied in der Diathese ergibt. Wenn transitive Verben intransitiv flektiert werden, ergibt sich je nach Verb eine von drei medialen Lesarten: reflexiv, reziprok oder antikausativ. Sofern ein transitives Verb ohne Objekt benutzt werden soll, muss es per Derivation mit einem der Morpheme SI, I, NNIP oder LLIR in ein halbtransitives Verb umgewandelt werden.
| Klasse              | Klasse              | intransitiv                   | halbtransitiv             | transitiv                |
| ------------------- | ------------------- | ----------------------------- | ------------------------- | ------------------------ |
| intransitive Verben | intransitive Verben | toqu-voq „er ist tot“         | —                         | —                        |
| ambivalente Verben  | ambivalente Verben  | atuar-poq „sie liest“         | —                         | atuar-paa „sie liest es“ |
| transitive Verben   | reflexiv            | asap-poq „sie wäscht sich“    | asa-a-voq „sie wäscht“    | asap-paa „sie wäscht es“ |
| transitive Verben   | reziprok            | eqi-pput „sie umarmen sich“   | eqit-si-voq „er umarmt“   | eqip-paa „er umarmt sie“ |
| transitive Verben   | antikausativ        | matu-voq „es ist geschlossen“ | matu-si-voq „er schließt“ | matu-aa „er schließt es“ |

#### Tempus und Aspekt
Im Grönländischen existiert keine Tempusflexion. Ohne Derivationsmorpheme mit Tempusfunktion kann ein Verb sowohl Präsens als auch Präteritum ausdrücken (während ein deutsches Verb im Präsens sowohl Präsens als auch Futur ausdrücken kann). Wenn ein bestimmtes Tempus ausgedrückt werden soll, müssen bestimmte Derivationsmorpheme genutzt werden. Für zukünftige Handlungen ist die Nutzung des Morphems SSA verpflichtend. Grönländisch befindet sich jedoch am Übergang einer Aspektsprache zu einer Tempussprache. Zahlreiche Morpheme, die in der Vergangenheit bestimmte aspektuelle Verhältnisse ausgedrückt haben, werden deswegen heutzutage häufig allein zur Markierung von Vergangenheit genutzt. Die Reste des Aspektsystems lassen sich jedoch darin erkennen, dass bestimmte Eigenschaften der Verben wie Telizität bestimmen, welche Lesart ein Morphem wie SIMA bekommen kann. Während es heutzutage häufig zum Ausdruck von Vorzeitigkeit genutzt wird, ist im Satz Isersimavoq. „Er ist drinnen.“ (< „Er ist reingekommen.“) noch die ursprüngliche aspektuelle Bedeutung erkennbar.

#### Modi
Während grönländische Verben nicht nach Tempus flektiert werden können, gibt es acht verschiedene Modi, die jedoch teils Untergruppen haben. Insgesamt kann jedes Verb in folgenden Modi konjugiert werden:
| Modus                   | Modusmorphem | Modusmorphem | Bedeutung mit neri- „essen“              |
| Modus                   | intransitiv  | transitiv    | Bedeutung mit neri- „essen“              |
| ----------------------- | ------------ | ------------ | ---------------------------------------- |
| Indikativ               | -voq-        | -vaq-        | neri-voq „er isst“                       |
| Interrogativ            | -vi-/-va-    | -vi-         | neri-va? „isst er?“                      |
| Imperativ               | 0            | 0            | neri-git! „iss!“                         |
| Negativer Imperativ     | -na-         | -na-         | neri-na-k! „iss nicht!“                  |
| Optativ                 | -la-/-li-    | -laq-/-li-   | neri-li „er möge essen“                  |
| Kausativ                | -ga-/-mm-    | -ga-/-mm-    | neri-mm-at „weil er isst, als er aß“     |
| Iterativ                | -gaang(a)-   | -gaang(a)-   | neri-gaang-at „immer wenn er isst“       |
| Konditionalis           | -gu-/-pp-    | -gu-/-pp-    | neri-pp-at „wenn er isst, falls er isst“ |
| Kontemporativ           | -llu-        | -llu-        | neri-llu-ni „essend, während er isst“    |
| Negativer Kontemporativ | -na-         | -na-         | neri-na-ni „nicht essen, ohne zu essen“  |
| Partizipialis           | -soq-        | -gək-        | neri-soq „dass er isst“                  |

#### Konjugation
Im Folgenden ist für jeden Modus das jeweilige Konjugationsparadigma angegeben. Als Beispielwort wurde der ambivalente Vokalstamm taku- „sehen“ angegeben. Für die anderen Stämme werden die Endungen entsprechend den üblichen Assimilationsregeln angeglichen.
Für eine Vielzahl von Verben kann der Stamm ohne Verbalendung genutzt werden, wobei er eine nominale Flexion erhält. Er bekommt dann exklamatorische Bedeutung:
Meeraq inequnaq! „Was für ein süßes Kind!“ (= Was ist das Kind süß!)
Meeqqat inequnat! „Was für süße Kinder!“ (= Was sind die Kinder süß!)

##### Indikativ
Als übergeordneter Modus kann der Indikativ nicht in der 4. Person flektiert werden.
|           |          | Intransitiv | Objekt       | Objekt       | Objekt       | Objekt    | Objekt     | Objekt    | Objekt | Objekt |
| 1. Sg. O. | 1 Pl. O. | Intransitiv | 2. Sg. O.    | 2. Pl. O.    | 3. Sg. O.    | 3. Pl. O. | 4. Sg. O.  | 4. Pl. O. |        |        |
| --------- | -------- | ----------- | ------------ | ------------ | ------------ | --------- | ---------- | --------- | ------ | ------ |
| Subjekt   | 1. Sg.   | taku-vunga  | —            | —            | taku-akkit   | taku-assi | taku-ara   | taku-akka | —      | —      |
| Subjekt   | 1. Pl.   | taku-vugut  | —            | —            | taku-atsigit | taku-assi | taku-arput | taku-avut | —      | —      |
| Subjekt   | 2. Sg.   | taku-vutit  | taku-arma    | taku-atsigut | —            | —         | taku-at    | taku-atit | —      | —      |
| Subjekt   | 2. Pl.   | taku-vusi   | taku-assinga | taku-atsigut | —            | —         | taku-arsi  | taku-asi  | —      | —      |
| Subjekt   | 3. Sg.   | taku-voq    | taku-aanga   | taku-aatigut | taku-aatit   | taku-aasi | taku-aa    | taku-ai   | —      | —      |
| Subjekt   | 3. Pl.   | taku-pput   | taku-aannga  | taku-aatigut | taku-aatsit  | taku-aasi | taku-aat   | taku-aat  | —      | —      |
| Subjekt   | 4. Sg.   | —           | —            | —            | —            | —         | —          | —         | —      | —      |
| Subjekt   | 4. Pl.   | —           | —            | —            | —            | —         | —          | —         | —      | —      |

##### Interrogativ
Der Interrogativ kann nur in der 2. Person sowie intransitiv in der 3. Person flektiert werden.
|           |          | Intransitiv | Objekt      | Objekt      | Objekt    | Objekt    | Objekt     | Objekt      | Objekt | Objekt |
| 1. Sg. O. | 1 Pl. O. | Intransitiv | 2. Sg. O.   | 2. Pl. O.   | 3. Sg. O. | 3. Pl. O. | 4. Sg. O.  | 4. Pl. O.   |        |        |
| --------- | -------- | ----------- | ----------- | ----------- | --------- | --------- | ---------- | ----------- | ------ | ------ |
| Subjekt   | 1. Sg.   | —           | —           | —           | —         | —         | —          | —           | —      | —      |
| Subjekt   | 1. Pl.   | —           | —           | —           | —         | —         | —          | —           | —      | —      |
| Subjekt   | 2. Sg.   | taku-vit    | taku-inga   | taku-isigut | —         | —         | taku-iuk   | taku-igit   | —      | —      |
| Subjekt   | 2. Pl.   | taku-isi    | taku-isinga | taku-isigut | —         | —         | taku-isiuk | taku-isigit | —      | —      |
| Subjekt   | 3. Sg.   | taku-a      | —           | —           | —         | —         | —          | —           | —      | —      |
| Subjekt   | 3. Pl.   | taku-ppat   | —           | —           | —         | —         | —          | —           | —      | —      |
| Subjekt   | 4. Sg.   | —           | —           | —           | —         | —         | —          | —           | —      | —      |
| Subjekt   | 4. Pl.   | —           | —           | —           | —         | —         | —          | —           | —      | —      |

##### Imperativ
Der Imperativ und der negative Imperativ können nur in der 1. Person Plural und in der 2. Person flektiert werden.
|           |          | Intransitiv | Objekt     | Objekt     | Objekt    | Objekt    | Objekt     | Objekt     | Objekt | Objekt |
| 1. Sg. O. | 1 Pl. O. | Intransitiv | 2. Sg. O.  | 2. Pl. O.  | 3. Sg. O. | 3. Pl. O. | 4. Sg. O.  | 4. Pl. O.  |        |        |
| --------- | -------- | ----------- | ---------- | ---------- | --------- | --------- | ---------- | ---------- | ------ | ------ |
| Subjekt   | 1. Sg.   | —           | —          | —          | —         | —         | —          | —          | —      | —      |
| Subjekt   | 1. Pl.   | taku-sa     | —          | —          | —         | —         | taku-tigut | taku-tigit | —      | —      |
| Subjekt   | 2. Sg.   | taku-git    | taku-nnga  | taku-tigut | —         | —         | taku-uk    | taku-kkit  | —      | —      |
| Subjekt   | 2. Pl.   | taku-gitsi  | taku-singa | taku-tigut | —         | —         | taku-siuk  | taku-sigit | —      | —      |
| Subjekt   | 3. Sg.   | —           | —          | —          | —         | —         | —          | —          | —      | —      |
| Subjekt   | 3. Pl.   | —           | —          | —          | —         | —         | —          | —          | —      | —      |
| Subjekt   | 4. Sg.   | —           | —          | —          | —         | —         | —          | —          | —      | —      |
| Subjekt   | 4. Pl.   | —           | —          | —          | —         | —         | —          | —          | —      | —      |

|           |          | Intransitiv | Objekt       | Objekt       | Objekt    | Objekt    | Objekt       | Objekt       | Objekt | Objekt |
| 1. Sg. O. | 1 Pl. O. | Intransitiv | 2. Sg. O.    | 2. Pl. O.    | 3. Sg. O. | 3. Pl. O. | 4. Sg. O.    | 4. Pl. O.    |        |        |
| --------- | -------- | ----------- | ------------ | ------------ | --------- | --------- | ------------ | ------------ | ------ | ------ |
| Subjekt   | 1. Sg.   | —           | —            | —            | —         | —         | —            | —            | —      | —      |
| Subjekt   | 1. Pl.   | taku-nata   | —            | —            | —         | —         | taku-natigut | taku-natigit | —      | —      |
| Subjekt   | 2. Sg.   | taku-nak    | taku-nanga   | taku-natigut | —         | —         | taku-nagu    | taku-nagit   | —      | —      |
| Subjekt   | 2. Pl.   | taku-nasi   | taku-nasinga | taku-natigut | —         | —         | taku-nasiuk  | taku-nasigit | —      | —      |
| Subjekt   | 3. Sg.   | —           | —            | —            | —         | —         | —            | —            | —      | —      |
| Subjekt   | 3. Pl.   | —           | —            | —            | —         | —         | —            | —            | —      | —      |
| Subjekt   | 4. Sg.   | —           | —            | —            | —         | —         | —            | —            | —      | —      |
| Subjekt   | 4. Pl.   | —           | —            | —            | —         | —         | —            | —            | —      | —      |

##### Optativ
Der Optativ kann nur in der 1. Person Singular und der 3. Person sowie transitiv in der 1. Person Plural flektiert werden.
|           |          | Intransitiv | Objekt      | Objekt       | Objekt        | Objekt     | Objekt      | Objekt       | Objekt | Objekt |
| 1. Sg. O. | 1 Pl. O. | Intransitiv | 2. Sg. O.   | 2. Pl. O.    | 3. Sg. O.     | 3. Pl. O.  | 4. Sg. O.   | 4. Pl. O.    |        |        |
| --------- | -------- | ----------- | ----------- | ------------ | ------------- | ---------- | ----------- | ------------ | ------ | ------ |
| Subjekt   | 1. Sg.   | taku-langa  | —           | —            | taku-lakkit   | taku-lassi | taku-lara   | taku-lakka   | —      | —      |
| Subjekt   | 1. Pl.   | —           | —           | —            | taku-latsigit | taku-lassi | taku-larput | taku-lavut   | —      | —      |
| Subjekt   | 2. Sg.   | —           | —           | —            | —             | —          | —           | —            | —      | —      |
| Subjekt   | 2. Pl.   | —           | —           | —            | —             | —          | —           | —            | —      | —      |
| Subjekt   | 3. Sg.   | taku-li     | taku-linga  | taku-lisigut | taku-lisit    | taku-lisi  | taku-liuk   | taku-lissuk  | —      | —      |
| Subjekt   | 3. Pl.   | taku-lit    | taku-linnga | taku-lisigut | taku-lisit    | taku-lisi  | taku-ligit  | taku-lisigit | —      | —      |
| Subjekt   | 4. Sg.   | —           | —           | —            | —             | —          | —           | —            | —      | —      |
| Subjekt   | 4. Pl.   | —           | —           | —            | —             | —          | —           | —            | —      | —      |

##### Kausativ
Der Kausativ und der Iterativ können in allen vier Personen flektiert werden.
|           |          | Intransitiv | Objekt        | Objekt         | Objekt        | Objekt      | Objekt        | Objekt         | Objekt        | Objekt      |
| 1. Sg. O. | 1 Pl. O. | Intransitiv | 2. Sg. O.     | 2. Pl. O.      | 3. Sg. O.     | 3. Pl. O.   | 4. Sg. O.     | 4. Pl. O.      |               |             |
| --------- | -------- | ----------- | ------------- | -------------- | ------------- | ----------- | ------------- | -------------- | ------------- | ----------- |
| Subjekt   | 1. Sg.   | taku-gama   | —             | —              | taku-gakkit   | taku-gassi  | taku-gakku    | taku-gakkit    | taku-ganni    | taku-gatsik |
| Subjekt   | 1. Pl.   | taku-gatta  | —             | —              | taku-gatsigit | taku-gassi  | taku-gatsigu  | taku-agatsigit | taku-gatsinni | taku-gatsik |
| Subjekt   | 2. Sg.   | taku-gavit  | taku-gamma    | taku-gatsigut  | —             | —           | taku-gakku    | taku-gakkit    | taku-ganni    | taku-gatsik |
| Subjekt   | 2. Pl.   | taku-gassi  | taku-gassinga | taku-gatsigut  | —             | —           | taku-gassigu  | taku-gassigit  | taku-gassinni | taku-gatsik |
| Subjekt   | 3. Sg.   | taku-mmat   | taku-mmanga   | taku-mmatigut  | taku-mmatit   | taku-mmasi  | taku-mmagu    | taku-mmagit    | taku-mmani    | taku-mmatik |
| Subjekt   | 3. Pl.   | taku-mmata  | taku-mmannga  | taku-mmatigut  | taku-mmatsit  | taku-mmasi  | taku-mmatigit | taku-mmassuk   | taku-mmanni   | taku-mmatik |
| Subjekt   | 4. Sg.   | taku-gami   | taku-gaminga  | taku-gamisigut | taku-gamisit  | taku-gamisi | taku-gamiuk   | taku-gamigit   | —             | —           |
| Subjekt   | 4. Pl.   | taku-gamik  | taku-gaminnga | taku-gamisigut | taku-gamitsit | taku-gamisi | taku-gamigit  | taku-gamigit   | —             | —           |

|           |          | Intransitiv    | Objekt            | Objekt             | Objekt            | Objekt          | Objekt           | Objekt             | Objekt            | Objekt          |
| 1. Sg. O. | 1 Pl. O. | Intransitiv    | 2. Sg. O.         | 2. Pl. O.          | 3. Sg. O.         | 3. Pl. O.       | 4. Sg. O.        | 4. Pl. O.          |                   |                 |
| --------- | -------- | -------------- | ----------------- | ------------------ | ----------------- | --------------- | ---------------- | ------------------ | ----------------- | --------------- |
| Subjekt   | 1. Sg.   | taku-gaangama  | —                 | —                  | taku-gaangakkit   | taku-gaangassi  | taku-gaangakku   | taku-gaangakkit    | taku-gaanganni    | taku-gaangatsik |
| Subjekt   | 1. Pl.   | taku-gaangatta | —                 | —                  | taku-gaangatsigit | taku-gaangassi  | taku-gaangatsigu | taku-agaangatsigit | taku-gaangatsinni | taku-gaangatsik |
| Subjekt   | 2. Sg.   | taku-gaangavit | taku-gaangamma    | taku-gaangatsigut  | —                 | —               | taku-gaangakku   | taku-gaangakkit    | taku-gaanganni    | taku-gaangatsik |
| Subjekt   | 2. Pl.   | taku-gaangassi | taku-gaangassinga | taku-gaangatsigut  | —                 | —               | taku-gaangassigu | taku-gaangassigit  | taku-gaangassinni | taku-gaangatsik |
| Subjekt   | 3. Sg.   | taku-gaangat   | taku-gaanganga    | taku-gaangatigut   | taku-gaangatit    | taku-gaangasi   | taku-gaangagu    | taku-gaangagit     | taku-gaangani     | taku-gaangatik  |
| Subjekt   | 3. Pl.   | taku-gaangata  | taku-gaangannga   | taku-gaangatigut   | taku-gaangatsit   | taku-gaangasi   | taku-gaangatigit | taku-gaangassuk    | taku-gaanganni    | taku-gaangatik  |
| Subjekt   | 4. Sg.   | taku-gaangami  | taku-gaangaminga  | taku-gaangamisigut | taku-gaangamisit  | taku-gaangamisi | taku-gaangamiuk  | taku-gaangamigit   | —                 | —               |
| Subjekt   | 4. Pl.   | taku-gaangamik | taku-gaangaminnga | taku-gaangamisigut | taku-gaangamitsit | taku-gaangamisi | taku-gaangamigit | taku-gaangamigit   | —                 | —               |

##### Konditionalis
Der Konditionalis kann in allen vier Personen flektiert werden.
|           |          | Intransitiv | Objekt        | Objekt         | Objekt        | Objekt      | Objekt        | Objekt         | Objekt        | Objekt      |
| 1. Sg. O. | 1 Pl. O. | Intransitiv | 2. Sg. O.     | 2. Pl. O.      | 3. Sg. O.     | 3. Pl. O.   | 4. Sg. O.     | 4. Pl. O.      |               |             |
| --------- | -------- | ----------- | ------------- | -------------- | ------------- | ----------- | ------------- | -------------- | ------------- | ----------- |
| Subjekt   | 1. Sg.   | taku-guma   | —             | —              | taku-gukkit   | taku-gussi  | taku-gukku    | taku-gukkit    | taku-gunni    | taku-gutsik |
| Subjekt   | 1. Pl.   | taku-gutta  | —             | —              | taku-gutsigit | taku-gussi  | taku-gutsigu  | taku-agutsigit | taku-gutsinni | taku-gutsik |
| Subjekt   | 2. Sg.   | taku-guvit  | taku-gumma    | taku-gutsigut  | —             | —           | taku-gukku    | taku-gukkit    | taku-gunni    | taku-gutsik |
| Subjekt   | 2. Pl.   | taku-gussi  | taku-gussinga | taku-gutsigut  | —             | —           | taku-gussigu  | taku-gussigit  | taku-gussinni | taku-gutsik |
| Subjekt   | 3. Sg.   | taku-ppat   | taku-ppanga   | taku-ppatigut  | taku-ppatit   | taku-ppasi  | taku-ppagu    | taku-ppagit    | taku-ppani    | taku-ppatik |
| Subjekt   | 3. Pl.   | taku-ppata  | taku-ppannga  | taku-ppatigut  | taku-ppatsit  | taku-ppasi  | taku-ppatigit | taku-ppassuk   | taku-ppanni   | taku-ppatik |
| Subjekt   | 4. Sg.   | taku-guni   | taku-guninga  | taku-gunisigut | taku-gunisit  | taku-gunisi | taku-guniuk   | taku-gunigit   | —             | —           |
| Subjekt   | 4. Pl.   | taku-gunik  | taku-guninnga | taku-gunisigut | taku-gunitsit | taku-gunisi | taku-gunigit  | taku-gunigit   | —             | —           |

##### Kontemporativ
Der positive und negative Kontemporativ können nicht in der 3. Person flektiert werden, da hierfür der Partizipialis eintritt. Das Subjekt wird transitiv nicht markiert, da es durch das Subjekt des übergeordneten Verbs impliziert ist.
|           |          | Intransitiv | Objekt      | Objekt     | Objekt      | Objekt     | Objekt     | Objekt      | Objekt     | Objekt      |
| 1. Sg. O. | 1 Pl. O. | Intransitiv | 2. Sg. O.   | 2. Pl. O.  | 3. Sg. O.   | 3. Pl. O.  | 4. Sg. O.  | 4. Pl. O.   |            |             |
| --------- | -------- | ----------- | ----------- | ---------- | ----------- | ---------- | ---------- | ----------- | ---------- | ----------- |
| Subjekt   | 1. Sg.   | taku-llunga | taku-llunga | taku-lluta | taku-llutit | taku-llusi | taku-llugu | taku-llugit | taku-lluni | taku-llutik |
| Subjekt   | 1. Pl.   | taku-lluta  | taku-llunga | taku-lluta | taku-llutit | taku-llusi | taku-llugu | taku-llugit | taku-lluni | taku-llutik |
| Subjekt   | 2. Sg.   | taku-llutit | taku-llunga | taku-lluta | taku-llutit | taku-llusi | taku-llugu | taku-llugit | taku-lluni | taku-llutik |
| Subjekt   | 2. Pl.   | taku-llusi  | taku-llunga | taku-lluta | taku-llutit | taku-llusi | taku-llugu | taku-llugit | taku-lluni | taku-llutik |
| Subjekt   | 3. Sg.   | —           | taku-llunga | taku-lluta | taku-llutit | taku-llusi | taku-llugu | taku-llugit | taku-lluni | taku-llutik |
| Subjekt   | 3. Pl.   | —           | taku-llunga | taku-lluta | taku-llutit | taku-llusi | taku-llugu | taku-llugit | taku-lluni | taku-llutik |
| Subjekt   | 4. Sg.   | taku-lluni  | taku-llunga | taku-lluta | taku-llutit | taku-llusi | taku-llugu | taku-llugit | taku-lluni | taku-llutik |
| Subjekt   | 4. Pl.   | taku-llutik | taku-llunga | taku-lluta | taku-llutit | taku-llusi | taku-llugu | taku-llugit | taku-lluni | taku-llutik |

|           |          | Intransitiv | Objekt     | Objekt    | Objekt     | Objekt    | Objekt    | Objekt     | Objekt    | Objekt     |
| 1. Sg. O. | 1 Pl. O. | Intransitiv | 2. Sg. O.  | 2. Pl. O. | 3. Sg. O.  | 3. Pl. O. | 4. Sg. O. | 4. Pl. O.  |           |            |
| --------- | -------- | ----------- | ---------- | --------- | ---------- | --------- | --------- | ---------- | --------- | ---------- |
| Subjekt   | 1. Sg.   | taku-nanga  | taku-nanga | taku-nata | taku-natit | taku-nasi | taku-nagu | taku-nagit | taku-nani | taku-natik |
| Subjekt   | 1. Pl.   | taku-nata   | taku-nanga | taku-nata | taku-natit | taku-nasi | taku-nagu | taku-nagit | taku-nani | taku-natik |
| Subjekt   | 2. Sg.   | taku-natit  | taku-nanga | taku-nata | taku-natit | taku-nasi | taku-nagu | taku-nagit | taku-nani | taku-natik |
| Subjekt   | 2. Pl.   | taku-nasi   | taku-nanga | taku-nata | taku-natit | taku-nasi | taku-nagu | taku-nagit | taku-nani | taku-natik |
| Subjekt   | 3. Sg.   | —           | taku-nanga | taku-nata | taku-natit | taku-nasi | taku-nagu | taku-nagit | taku-nani | taku-natik |
| Subjekt   | 3. Pl.   | —           | taku-nanga | taku-nata | taku-natit | taku-nasi | taku-nagu | taku-nagit | taku-nani | taku-natik |
| Subjekt   | 4. Sg.   | taku-nani   | taku-nanga | taku-nata | taku-natit | taku-nasi | taku-nagu | taku-nagit | taku-nani | taku-natik |
| Subjekt   | 4. Pl.   | taku-natik  | taku-nanga | taku-nata | taku-natit | taku-nasi | taku-nagu | taku-nagit | taku-nani | taku-natik |

##### Partizipialis
Der Partizipialis kann nicht in der 4. Person flektiert werden, da hierfür der Kontemporativ eintritt.
|           |          | Intransitiv | Objekt        | Objekt        | Objekt        | Objekt     | Objekt      | Objekt     | Objekt        | Objekt      |
| 1. Sg. O. | 1 Pl. O. | Intransitiv | 2. Sg. O.     | 2. Pl. O.     | 3. Sg. O.     | 3. Pl. O.  | 4. Sg. O.   | 4. Pl. O.  |               |             |
| --------- | -------- | ----------- | ------------- | ------------- | ------------- | ---------- | ----------- | ---------- | ------------- | ----------- |
| Subjekt   | 1. Sg.   | taku-sunga  | —             | —             | taku-gikkit   | taku-gissi | taku-giga   | taku-gikka | taku-ginni    | taku-gitsik |
| Subjekt   | 1. Pl.   | taku-sugut  | —             | —             | taku-gitsigit | taku-gissi | taku-gipput | taku-givut | taku-gitsinni | taku-gitsik |
| Subjekt   | 2. Sg.   | taku-sutit  | taku-gimma    | taku-gitsigut | —             | —          | taku-git    | taku-gitit | taku-ginni    | taku-gitsik |
| Subjekt   | 2. Pl.   | taku-susi   | taku-gissinga | taku-gitsigut | —             | —          | taku-gissi  | taku-gisi  | taku-gissinni | taku-gitsik |
| Subjekt   | 3. Sg.   | taku-soq    | taku-gaanga   | taku-gaatigut | taku-gaatit   | taku-gaasi | taku-gaa    | taku-gai   | taku-gaani    | taku-gaatik |
| Subjekt   | 3. Pl.   | taku-sut    | taku-gaannga  | taku-gaatigut | taku-gaatsit  | taku-gaasi | taku-gaat   | taku-gaat  | taku-gaanni   | taku-gaatik |
| Subjekt   | 4. Sg.   | —           | —             | —             | —             | —          | —           | —          | —             | —           |
| Subjekt   | 4. Pl.   | —           | —             | —             | —             | —          | —           | —          | —             | —           |

### Derivation
Die Derivation stellt das Herzstück der grönländischen Wortbildung dar. Um aus den vergleichsweise wenigen Grundwörtern eine Sprache bilden zu können, werden Wörter solange um Derivationsmorpheme ergänzt, bis sie das Gewünschte ausdrücken. Theoretisch lassen sich so sehr lange Wörter bilden, wobei jedes Morphem das direkt zuvor stehende Wort weiter ableitet. Alle Morpheme können die Wortart ändern oder beibehalten. Somit existieren die Möglichkeiten nv (Nomen zu Verb), nn, vn und vv.
Bei jedem Morphem ist festgelegt, auf welche Weise es an den vorherigen Stamm angehängt wird. Hierbei existieren zwei übliche und mehrere seltenere Sandhivarianten, wobei immer die oben beschriebenen morphonologischen Regeln gelten. Welche Sandhivariante für das jeweilige Morphem gilt, muss immer mitgelernt werden und es gibt nur wenige Regelmäßigkeiten.
- additiv: Additive Derivationsmorpheme werden an den Stamm angehängt: atuar- „lesen“ + SINNAA „können“ = atuarsinnaavoq „er kann lesen“
- trunkativ: Trunkative Derivationsmorpheme streichen den Stammkonsonanten: inuk „Mensch“ + QAR „haben“ = inoqarpoq „es ist bevölkert (= es hat Menschen)“
- replaziv: Replazive Derivationsmorpheme streichen sowohl den Vokal und den Konsonanten des Stamms, woraufhin eine Geminate entsteht. Diese Ableitung ist begrenzt auf Ableitungen des Morphems LI: meeraq „Kind“ + LIRI „sich beschäftigen mit“ + VIK „Ort“ = meeqqerivik „Kindergarten (= wo man sich mit Kindern beschäftigt)“
- rezessiv: Diese Derivationsmorpheme haben ein anlautendes /r/, das aber bei Konsonantenstämmen schwindet und deswegen nur bei Vokalstämmen sichtbar ist: illu „Haus“ + SUAQ „groß“ = illorsuaq „großes Haus“
- Manche Morpheme konnten Laute verlieren, die sich dann per Ersatzdehnung als Geminierung des Stammkonsonanten bemerkbar gemacht haben. Dieser Prozess ist doch nicht mehr produktiv: sana- „verarbeiten“ + (U)T „Mittel“ = sannat „Werkzeug“

Aufgrund der komplexen Morphonologie werden Morpheme üblicherweise in einer Protoform angegeben, die in Großbuchstaben geschrieben wird. UT (vn) kann beispielsweise in den Formen -ut, -uti-, -uta-, -at, -ati-, -ata-, -iti-, -t, -ti-, -ta- und -si- auftreten und die verbale Form UT (vv) als -up-, -uti-, -ap-, -ati-, -p-, -ti-, -us-, -as- und -s-.
Für neue Konzepte können somit neue Wörter per Derivation gebildet werden. Das Wort ikummatissaarniarfik „Tankstelle“ kann ikuma-UT-SSAQ-IR-NIAR-VIK analysiert werden, wobei die tatsächliche Schreibweise ikumma-ti-ssa-ar-niar-fik zeigt, wie groß der Unterschied zwischen Protoform und Realisierung ist. Stückweise aufgeteilt in seine Morpheme sieht da Wort so aus:
| Morphem                                                     | Gesamtbedeutung                                                             |
| ----------------------------------------------------------- | --------------------------------------------------------------------------- |
|                                                             | ikuma- „brennen“                                                            |
| UT (vn) „Mittel“                                            | ikummat „womit etwas brennt“                                                |
| SSAQ (nn) „zukünftig“                                       | ikummatissaq „was benutzt werden soll, damit etwas brennt“ (= „Brennstoff“) |
| IR (nv) „entfernen“ + NIAR (vv) „versuchen“ (= „verkaufen“) | ikummatissaarniar- „Brennstoff verkaufen“                                   |
| VIK (vn) „Ort, Zeit“                                        | ikummatissaarniarfik „wo man Brennstoff verkauft“ (= „Tankstelle“)          |

#### Beispiele
Häufige Morpheme vom Typ nv sind beispielsweise:
U „sein“
angut „Mann“ → angutaavoq „er ist ein Mann“
QAR „haben“
qimmeq „Hund“ → qimmeqarpoq „er hat Hunde“
LIR „versehen mit“
killeq „Grenze“ → killilerpaa „sie begrenzt es“
LIUR „machen“
illu „Haus“ → illuliorpoq „er baut ein Haus“
GE „haben als“
ataata „Vater“ → ataatagaara „er ist mein Vater“
Vom Typ vn sind üblich:
NIQ „[Gerundium, Nominalisierer]“
ilisi- „begraben“ → ilisineq „Beisetzung, Begräbnis“
TUQ „[Partizip Aktiv]“
atuar- „lesen“ → atuartoq „Leser, Schüler“
TAQ „[Partizip Perfekt]“
atuar- „lesen“ → atuagaq „Buch“
Vom Typ nn kommen häufig vor:
NNGUAQ „klein“
aqqusineq „Straße“ → aqqusininnguaq „Pfad“
LIK „etwas mit“
pujortoq „etwas qualmendes“ → pujortulik „Dampfschiff“
SSAQ „zukünftig“
ui „Ehemann“ → uissaq „Verlobter“
Der Typ vv ist der häufigste Typ. Er ersetzt die deutschen Modalverben, die Tempusformen, unzählige Adverbien und einige syntaktische Funktionen wie Passiv oder Kausativ:
GUSUP „wollen“
sinip- „schlafen“ → sinikkusuppoq „sie will schlafen“
SSA „[Futur]“
toqu- „tot sein“ → toqussaaq „er wird sterben“
QE „sehr“
angi- „groß sein“ → angeqaaq „es ist sehr groß“
NNGIT „nicht“
ajor- „schlecht sein“ → ajunngilaq „es ist gut“
NIQAR „[Passiv]“
ikior- „helfen“ → ikiorneqarpoq „ihr wird geholfen“
TIP „lassen, [Kausativ]“
naa- „wachsen“ → naatippaa „er lässt es wachsen, sie baut es an“
Diese Aufzählung ist nur exemplarisch. Das Grönländische kennt über 600 verschiedene Derivationsmorpheme, die häufig enorm feine Nuancen ausdrücken können. So existieren beispielsweise etwa 15 verschiedene Morpheme für „ein bisschen“ und rund 20, um Tempus und epistemische Modalität auszudrücken.

### Satzbau

#### Gebrauch der Kasus
Da Grönländisch eine Ergativsprache ist, liegt der Fokus einer Verbalhandlung in höherem Grad auf dem Objekt, weswegen dieses in einem transitiven Satz (2) dieselbe Markierung (Absolutiv) hat wie das Subjekt eines intransitiven Satzes (1). Das Subjekt eines transitiven Satzes (2) steht im Relativ, das Objekt eines halbtransitiven Satzes (3) im Instrumentalis. Der Fokusunterschied lässt sich im Deutschen einigermaßen mit der bestimmten und unbestimmten Form des Artikels übersetzen.
(1) Qimmeq inequnarpoq. „Der Hund ist süß.“ (qimmeq-Abs.Sg. inequnar-Ind.3Sg.)
(2) Piitap qimmeq takuaa. „Peter sieht den Hund.“ (Piitaq-Rel.Sg. qimmeq-Abs.Sg. taku-Ind.3Sg.3SgO.)
(3) Piitaq qimmimik takunnippoq. „Peter sieht einen Hund.“ (Piitaq-Abs.Sg. qimmeq-Ins.Sg. taku-NNIP-Ind.3Sg.)
Jedes Verb kann eine verschiedene Zahl von Aktanten haben, wobei alles zwischen null und vier Aktanten existiert. In letzterem Fall kann auch der Allativ als struktureller Kasus fungieren:
Siallerpoq. „Es regnet.“ (sialler-Ind.3Sg.) (avalent)
Piitaq atuarpoq. „Peter liest.“ (Piitaq-Abs.Sg. atuar-Ind.3Sg.) (monovalent)
Piitap aviisi atuarpaa. „Peter liest die Zeitung.“ (Piitaq-Rel.Sg. aviisi-Abs.Sg. atuar-Ind.3Sg.3SgO.) (bivalent)
Piitap Louisa atuakkamik tunivaa. „Peter gab Louise ein Buch.“ (Piitaq-Rel.Sg. Louisa-Abs.Sg. atuagaq-Ins.Sg. tuni-Ind.3Sg.3SgO.) (trivalent)
Piitap anaanaminut Louisa atuakkamik tuneqquaa. „Peter bat seine Mutter darum, Louise ein Buch zu geben.“ (Piitaq-Rel.Sg. anaana-4SgPoss.All.Sg. Louisa-Abs.Sg. atuagaq-Ins.Sg. tuni-QQU-Ind.3Sg.3SgO.) (tetravalent)
Auch manche anderen Kasus können strukturelle Funktionen übernehmen. Der Ablativ beschreibt den Agens eines passivierten Satzes und Ablativ und Äqualis können in Vergleichen genutzt werden:
Angut qimmimit kiineqarpoq. „Der Mann wurde von einem Hund gebissen.“ (angut-Abs.Sg. qimmeq-Abl.Sg. kii-NIQAR-Ind.3Sg.)
Piitaq Louisamit anneruvoq. „Peter ist größer als Louise.“ (Piitaq-Abs.Sg. Louisa-Abl.Sg. angi-NIRU-Ind.3Sg.)
Piitaq Louisatut atsigivoq. „Peter ist so groß wie Louise.“ (Piitaq-Abs.Sg. Louisa-Aeq.Sg. angi-TIGE-Ind.3Sg.)
Der Relativ fungiert nicht nur als Ergativ, sondern auch als Genitiv, und wird deswegen nicht Ergativ genannt. Die Besitzverhältnisse werden hierbei sowohl beim Possessor (Peter) als auch beim Possessum (Hund) morphologisch markiert:
Piitap qimmia „Peters Hund“ (Piitaq-Rel.Sg. qimmeq-3SgPoss.Abs.Sg.)

#### Gebrauch der Modi
Die grönländischen Modi werden in zwei Gruppen eingeteilt: übergeordnete (Indikativ, Interrogativ, Imperativ, Optativ) und untergeordnete Modi (Kausativ, Konditionalis, Kontemporativ, Partizipialis). Die übergeordneten Modi können nur Hauptsätze bilden, die untergeordneten Modi nur Nebensätze. In der Umgangssprache oder bestimmten Kontexten werden jedoch auch Kausativ, Kontemporativ und Partizipialis in Hauptsätzen genutzt. Folgende Beispiele zeigen die Nutzung der verschiedenen Modi.
Die vier übergeordneten Modi Indikativ, Interrogativ, Imperativ und Optativ können als einzige Verben im Satz stehen.
Louisa arnaavoq. „Louise ist eine Frau.“ (Louisa-Abs.Sg. arnaq-U-Ind.3Sg.) (Neutrale Aussage)
Piitaq qimmeqarpa? „Hat Peter Hunde?“ (Piitaq-Abs.Sg. qimmeq-QAR-Int.3Sg.) (Frage)
Sinilluarit! „Schlaf schön!“ (sinip-LLUAR-Imp.2Sg.) (Aufforderung)
Iserli. „Er möge reinkommen.“ (iser-Opt.3Sg.) (Wunsch)
Der Kausativ drückt Begründungen und vergangene Handlungen aus.
Paninni napparsimammat sulinngilaq. „Er arbeitet nicht, weil seine Tochter krank ist.“ (panik-4SgPoss.Abs.Sg. napparsima-Cau.3Sg. suli-NNGIT-Ind.3Sg.)
Meeraagami napparsimasarpoq. „Sie war (regelmäßig) krank, als sie ein Kind war.“ (meeraq-U-Cau.4Sg. napparsima-TAR-Ind.3Sg.)
Der Konditionalis drückt Bedingungen und zukünftige Handlungen aus.
Piffissaqaruma aggissaanga. „Falls ich Zeit habe, werde ich kommen.“ (piffissaq-QAR-Cond.1Sg. agger-SSA-Ind.1Sg.)
Anaana angerlarpat Louisa innassaaq. „Wenn Mama nach Hause kommt, muss Louisa ins Bett.“ (anaana-Abs.Sg. angerlar-Cond.3Sg. Louisa-Abs.Sg. innar-SSA-Ind.3Sg.)
Der Kontemporativ drückt zwei zeitgleiche Handlungen aus, die von derselben Person ausgeführt werden.
98-inik ukioqarluni toquvoq. „Sie starb 98-jährig (98 Jahre habend).“ (98-Ins.Pl. ukioq-QAR-Cont.4Sg. toqu-Ind.3Sg.)
Kaagisorpoq kaffisorlunilu. „Er aß Kuchen und trank Kaffee.“ (kaagi-TUR-Ind.3Sg. kaffi-TUR-Cont.4Sg.-LU)
Der Partizipialis drückt zwei zeitgleiche Handlungen aus, die von verschiedenen Personen ausgeführt werden.
Louisa igasoq Piitaq atuarpoq. „Während Louisa Essen machte, las Peter.“ (Louisa-Abs.Sg. iga-Par.3Sg. Piitaq-Abs.Sg. atuar-Ind.3Sg.)
Taarsilersoq angerlarpunga. „Während/Als es dunkel wurde, ging ich nach Heim.“ (taar-SI-LIR-Par.3Sg. angerlar-Ind.1Sg.)
Vor allem Kontemporativ und Partizipialis können auch in Objektsätzen genutzt werden:
Napparsimalluni oqarpoq. „Er sagt, dass er (selbst) krank ist.“ (napparsima-Cont.4Sg. oqar-Ind.3Sg.)
Napparsimasoq oqarpoq. „Er sagt, dass sie krank ist.“ (napparsima-Par.3Sg. oqar-Ind.3Sg.)
Mit dem Kontemporativ und dem Partizipialis können in Verbindung mit verschiedenen Derivationsmorphemen zahlreiche Konstruktionen gebildet werden, die sich im Deutschen mit Konjunktionen übersetzen lassen, wie zum Beispiel:
Paniga qasugaluartoq sulivunga. „Ich arbeite, obwohl meine Tochter krank ist.“ (panik-1SgPoss.Abs.Sg. qasu-GALUAR-Par.3Sg. suli-Ind.1Sg.)
Louisa nerivoq Piitaq angerlartinnagu. „Louise isst, bevor Peter nach Hause kommt.“ (Louisa-Abs.Sg. neri-Ind.3Sg. Piitaq-Abs.Sg. angerlar-TIP-ContNeg.3SgO.)

#### Inderivation
Ein wichtiges syntaktisches Merkmal des Grönländischen ist es, dass Satzglieder und ganze Sätze inderiviert, das heißt in andere Satzglieder eingebunden werden können. Hierzu werden die verschiedenen Derivationsmorpheme gebraucht.
Die folgenden zwei Beispiele zeigen die Inderivation einer komplexeren Nominalphrase in ein Verb, entweder als Subjektsprädikativ (1) oder als Objekt (2). Im ersten Fall steht das Attribut im Absolutiv, im zweiten Fall im Instrumentalis. Das dritte Beispiel zeigt die Inderivation einer Nominalphrase in ein anderes Nomen:
(1) niviarsiaraq pinnersoq „ein hübsches Mädchen“
Louisa niviarsiaraavoq pinnersoq. „Louise ist ein hübsches Mädchen.“ (Louisa-Abs.Sg. niviarsiaraq-U-Ind.3Sg. pinner-TUQ-Abs.Sg.)
(2) illu mikisoq „ein kleines Haus“
Piitaq mikisumik illoqarpoq. „Peter hat ein kleines Haus.“ (Piitaq-Abs.Sg. miki-TUQ-Ins.Sg. illu-QAR-Ind.3Sg.)
(3) meeqqat pingasut „drei Kinder“
angut pingasunik meeralik „ein Mann mit drei Kindern“ (angut-Abs.Sg. pingasut-Ins.Pl. meeraq-LIK-Abs.Sg.)
Das folgende Beispiel zeigt die Inderivation einer Verbalphrase in ein Nomen. Der transitive Satz muss hierbei erst in seine halbtransitive Form überführt werden:
Angutip qimmini toquppai. „Der Mann hat seine Hunde getötet.“ (angut-Rel.Sg. qimmeq-4SgPoss.Abs.Pl. toqup-Ind.3Sg.3PlO.)
Angut qimmiminik toqutsisoq parnaarunneqarpoq. „Der Mann, der seine Hunde getötet hat, wurde ins Gefängnis eingesperrt.“ (angut-Abs.Sg. qimmeq-4SgPoss.Ins.Pl. toqup-SI-TUQ-Abs.Sg. parnaarup-NIQAR-Ind.3Sg.)

#### Wortstellung
Die neutrale Wortstellung im Grönländischen ist SOV. Satzadverbiale wie Orts- oder Zeitangaben stehen üblicherweise satzinitial, die meisten übrigen Adverbiale vor dem Verb:
Ullumi Piitaq suli napparsimavoq. „Peter ist heute (ullumi) immer noch (suli) krank.“ (ullumi Piitaq-Abs.Sg. suli napparsima-Ind.3Sg.)
Nominale Attribute stehen immer nach dem Wort, das sie bestimmen:
Qimmeq inequnartoq takuara. „Ich sehe einen süßen Hund.“ (qimmeq-Abs.Sg. inequnar-TUQ-Abs.Sg. taku-Ind.1Sg.3SgO.)
Attribute von inderivierten Subjekten stehen hinter dem Verb, Attribute von inderivierten Objekten hingegen vor dem Verb:
Piitaq ilinniartitsisuuvoq pikkorissoq. „Peter ist ein talentierter Lehrer.“ (Piitaq-Abs.Sg. ilinniartitsisoq-U-Ind.3Sg. pikkorip-TUQ-Abs.Sg.)
Louisa kusanartumik illoqarpoq. „Louise hat ein schönes Haus.“ (Louisa-Abs.Sg. kusanar-TUQ-Ins.Sg. illu-QAR-Ind.3Sg.)
Satzglieder können in den Fokus gerückt werden, wenn sie postverbal stehen. Ein Objekt kann zudem weiter fokussiert werden, wenn es satzinitial steht:
Louisa illoqarpoq kusanartumik. „Louise hat ein schönes Haus.“ (Louisa-Abs.Sg. illu-QAR-Ind.3Sg. kusanar-TUQ-Ins.Sg.)
Illu tungujortoq Louisap pigaa. „Das blaue Haus gehört (hat) Louise.“ (illu-Abs.Sg. tungujor-TUQ-Abs.Sg. Louisa-Rel.Sg. pige-Ind.3Sg.3SgO.)
Nebensätze und andere komplexe Phrasen stehen häufig satzinitial oder -final und weichen somit von den üblichen Wortstellungsregeln ab:
Neriuppunga aqagu napparsimajunnaassasutit. „Ich hoffe, dass du morgen nicht mehr krank bist.“ (neriup-Ind.1Sg. aqagu napparsima-JUNNAIR-SSA-Par.2Sg.)

## Wortschatz

### Lexikon
Weil es sich um eine polysynthetische Sprache handelt, gibt es vergleichsweise wenige freie Morpheme im Grönländischen. Viele Wörter des Grundwortschatzes können aus anderen Wörtern gebildet werden, indem man die entsprechenden Derivationsmorpheme anhängt. Die Wörter oqaaseq “Wort”, oqalup- „sprechen“, oqallissaarut „Diskussionsbeitrag“, oqaasilerisoq „Linguist“, oqaasilerissutit „Grammatiklehrbuch“, oqaluttualiortoq „Geschichtenschreiber“, oqaasipiluup- „ausschimpfen“ und oqaatiginerlup- „schlecht reden über“ sind alle Ableitungen des Verbalstamms oqar- „sagen“, der auch nominal als oqaq „Zunge“ gebraucht werden kann.
Der eskimo-aleutische Erbwortschatz macht es in der heutigen Gesellschaft schwierig, neue Dinge zu benennen. Seit Beginn der Kolonialzeit wurden Wörter aus dem Dänischen entlehnt. Die ältesten Lehnwörter wurden bis zur Unkenntlichkeit der grönländischen Phonotaktik angepasst wie beispielsweise palasi (< præst „Pastor“), jüngere Wörter werden häufig nur leicht abgewandelt wie biili (< bil „Auto“), während andere lediglich ein -i angehängt bekommen wie helikopteri (< helikopter „Helikopter“). Daneben schafft der grönländische Sprachrat in Zusammenarbeit mit dem Oqaasileriffik neue genuine grönländische Wörter wie das obige Beispiel ikummatissaarniarfik „Tankstelle“ zeigt.

### Zahlensystem
Auf Grönländisch ist es schwierig, hohe Zahlen auszudrücken. Das grönländische Zahlensystem ist zudem nicht dezimal, sondern basiert darauf, mit den Fingern und Zehen zu zählen. Das System ist am ehesten als eine Mischung aus einem quinären, einem senären und einem dezimalen System zu bezeichnen, wo bei 2n+1 jeweils mit einem neuen Grundwort begonnen wird. Die Zahlen über zwölf sind heutzutage ungebräuchlich und werden durch dänische Zahlen ersetzt. Auch die Zahlen unter zwölf werden außerhalb des Zählens durch dänische Zahlen ersetzt (immikkoortumi seksimi „in Kapitel 6“).
| Zahl | Name                | Bedeutung           |
| ---- | ------------------- | ------------------- |
| 1    | ataaseq             | [erste Hand:] 1     |
| 2    | marluk              | [erste Hand:] 2     |
| 3    | pingasut            | [erste Hand:] 3     |
| 4    | sisamat             | [erste Hand:] 4     |
| 5    | tallimat            | [erste Hand:] 5     |
| 6    | arfinillit          | zweite Hand: [1]    |
| 7    | arfineq-marluk      | zweite Hand: 2      |
| 8    | arfineq-pingasut    | zweite Hand: 3      |
| 9    | qulingiluat         | beide Hände minus 1 |
| 10   | qulit               | beide Hände         |
| 11   | aqqanillit          | erster Fuß: [1]     |
| 12   | aqqaneq-marluk      | erster Fuß: 2       |
| 13   | aqqaneq-pingasut    | erster Fuß: 3       |
| 14   | aqqaneq-sisamat     | erster Fuß: 4       |
| 15   | aqqaneq-tallimat    | erster Fuß: 5       |
| 16   | arfersanillit       | zweiter Fuß: [1]    |
| 17   | arfersaneq-marluk   | zweiter Fuß: 2      |
| 18   | arfersaneq-pingasut | zweiter Fuß: 3      |
| 19   | arfersaneq-sisamat  | zweiter Fuß: 4      |
| 20   | marlunnik qulillit  | 2-mal beide Hände   |

### Namen
Als man im 18. Jahrhundert begann die grönländische Bevölkerung zu missionieren, wurden die grönländischen Personennamen durch europäische ersetzt. Diese waren entweder typische dänische Namen oder biblische Namen. Erst seit der zweiten Hälfte des 20. Jahrhunderts werden wieder vermehrt grönländische Namen vergeben.
Viele grönländische Vornamen basieren auf Verwandtschaftsbezeichnungen wie Nuka („kleiner Bruder/kleine Schwester“) oder Paninnguaq („Töchterchen“) oder sind ursprünglich Lallnamen, die ältere Geschwister als Kleinkinder für die Neugeborenen benutzt haben (Aka/Kaka/Nukaaka für Nuka), oder basieren auf Ausrufen erwachsener Familienmitglieder, die mit Diminutivendungen versehen worden sind (Aannguaq).
Die europäischen Namen haben üblicherweise grönländische Entsprechungen wie Kiistat für Kirsten, Saalat für Sara, Jaaku für Jakob, Suulut für Søren usw. Diese Namen werden häufig ebenfalls noch mit Diminutivendungen versehen: Kiistaaraq, Saalannguaq, Jaakuaraq und Suulunnguaq.

### Grammatiken
- Poul Egede: Grammatica Grönlandica Danico-Latina. Gottmann Frid. Kisel, Kopenhagen 1760 (Online [PDF]).
- Otto Fabricius: Forsøg til en forbedret Grønlandsk Grammatica. 2. Auflage. C. F. Schubart, Kopenhagen 1801 (vollständig verfügbar in der Google-Buchsuche).
- Samuel Kleinschmidt: Grammatik der Grönländischen Sprache, mit theilweisem Einschluss des Labradordialects. G. Reimer, Berlin 1851 (vollständig verfügbar in der Google-Buchsuche).
- Christian Wilhelm Schultz-Lorentzen: Det vestgrønlandske sprog i grammatisk fremstilling. Kirkeministeriet, Kopenhagen 1930.
- Stig Bjørnum: Grønlandsk grammatik. 2. Auflage. Forlaget Atuagkat, Nuuk 2012, ISBN 978-87-92554-32-1.
- Richard Kölbl: Grönländisch. Wort für Wort (= Kauderwelsch. Band 204). 2. Auflage. Reise-Know-How-Verlag Rump, Bielefeld 2014, ISBN 978-3-89416-896-4.
- Flemming A. J. Nielsen: Vestgrønlandsk grammatik. 2. Auflage. BoD, Kopenhagen 2021, ISBN 978-87-430-2776-8.

### Wörterbücher
- Poul Egede: Dictionarium Grönlandico-Danico-Latinum. Gottmann Friedrich Kisel, Kopenhagen 1750 (Online [PDF]).
- Otto Fabricius: Den grønlandske Ordbog, forbedret og forøget. Carl Frid. Schubart, Kopenhagen 1804 (Vollständig verfügbar in der Google-Buchsuche).
- Samuel Kleinschmidt: Den Grønlandske Ordbog. Louis Kleins Bogtrykkeri, Kopenhagen 1871 (Online).
- Christian Wilhelm Schultz-Lorentzen: Den grønlandske ordbog – grønlandsk-dansk. A. Rosenbergs Bogtrykkeri, Kopenhagen 1926.
- Christian Wilhelm Schultz-Lorentzen: Dictionary of the west Greenland Eskimo language. C. A. Reitzel, Kopenhagen 1927.
- Jonathan Petersen: Ordbogêraĸ. 1951.
- Aage Bugge, Kristoffer Lynge, Adolf Fuglsang-Damgaard, Frederik Nielsen: Dansk-Grønlandsk Ordbog. Ministeriet for Grønland, Kopenhagen 1960.
- Christian Berthelsen, Birgitte Jacobsen, Inge Kleivan, Robert Petersen, Jørgen Rischel: Oqaatsit – Grønlandsk-dansk ordbog. Ilinniusiorfik, Nuuk 1997, ISBN 87-558-1182-5.
- Michael Fortescue, Steven Jacobson, Lawrence Kaplan: Comparative Eskimo Dictionary with Aleut Cognates. 2. Auflage. Alaska Native Language Center, Fairbanks 2010, ISBN 978-1-55500-109-4.
- Lise Lennert Olsen, Birgitte Hertling: Grønlandsk tilhængsliste. Ilinniusiorfik, Nuuk 2011, ISBN 978-87-7975-527-7.

### Sonstiges
- Jørgen Rischel: Topics in West Greenlandic phonology. Akademisk Forlag, Kopenhagen 1974, ISBN 978-87-500-1438-6.
- Jan Henrik Holst: Einführung in die eskimo-aleutischen Sprachen. Buske, Hamburg 2005, ISBN 3-87548-386-3.